# Llista d'episodis d'Un Drama Total
Un drama total (títol original: Total Drama) és una sèrie de televisió d'animació que es va estrenar el 8 de juliol del 2007 al Canadà, a Teletoon, i l'11 d'abril del 2010 a Catalunya, al Canal Super3. És una paròdia dels reality shows de supervivència, en què 22 adolescents han de passar diverses setmanes en una illa deserta. La primera temporada té 27 episodis de 22 minuts i un especial de 44.
La sèrie té cinc temporades i dos spin-off: Un drama total d'illa (2007), Un drama total, acció! (2009), Un drama total: la gira mundial (2010), Un drama total: la revenja de l'illa (2012), Un drama total: els cracs i Un drama total a l'Illa Pahkitew (2014), l'spin-off, Un drama total presenta: La cursa absurda (2015) i l'spin-off, Un dramarama total (2018-2023)

## Temporades
La sèrie consta de cinc temporades i dos spin-off.
|              | Temporada                                                       | Episodis | Emissió original                               | Emissió original                              |
| Estats Units | Temporada                                                       | Episodis | Catalunya                                      |                                               |
| ------------ | --------------------------------------------------------------- | -------- | ---------------------------------------------- | --------------------------------------------- |
| 1            | Un drama total d'illa                                           | 27       | 8 de juliol del 2007 a 29 de novembre del 2008 | 11 d'abril del 2010 a 10 d'octubre del 2010   |
| 2            | Un drama total, acció!                                          | 27       | 11 de gener del 2009 a 10 de juny del 2010     | 17 d'octubre del 2010 a 02 de juny de 2011    |
| 3            | Un drama total: la gira mundial                                 | 26       | 10 de juny del 2010 a 24 d'abril del 2011      | 3 de juny del 2011 a 22 de juny del 2011      |
| 4            | Un drama total: la revenja de l'illa                            | 13       | 5 de gener del 2012 a 12 d'abril del 2012      | 25 de juny del 2012 a 03 de juliol del 2012   |
| 5            | Un drama total: Els cracs / Un drama total a l'illa de Pahkitew | 26       | 9 de gener del 2014 a 20 de novembre del 2014  | 5 de juny de 2019 a 15 de juliol de 2019      |
| Spin-off     | Un drama total presenta: La cursa absurda                       | 26       | 7 de setembre de 2015 a 9 d'octubre de 2015    | 16 de juliol de 2019 a 20 d'agost de 2019     |
| Spin-off     | Un dramarama total                                              | 151      | 1 de setembre de 2018 a 22 de juliol de 2022   | 12 de setembre de 2019 a 11 de juliol de 2022 |

## Episodis

### Primera temporada:Un drama total d'illa(2007–08)
| Núm. total | Núm. de la temporada | Títol                                                                               | Data d'estrena original | Data d'emissió a Catalunya |
| --- | -------------------- | ----------------------------------------------------------------------------------- | ----------------------- | -------------------------- |
| 1 | 1                    | «Uns campistes descontents (1a part)» «Not So Happy Campers – Part 1»               | 8 de juliol de 2007     | 11 d'abril de 2010         |
| Els concursants de la primera temporada del reality show més bo de la televisió ja són al campament Wawanakwa. S'han compromès a passar-hi vuit setmanes i avui sabran la crua realitat! I és que es tracta d'un campament fet pols! Cada tres dies un equip guanyarà una recompensa, o bé un dels seus membres haurà d'anar-se'n a l'Illa del Drama, per sempre! |                      |                                                                                     |                         |                            |
| 2 | 2                    | «Uns campistes descontents (2a part)» «Not So Happy Campers – Part 2»               | 8 de juliol de 2007     | Sense anunciar             |
| Després d'adonar-se que són en un campament fet pols i que el menjar és vomitiu, avui els concursants hauran de fer front al primer repte, que té tres parts. La primera prova consisteix a saltar a un llac ple de taurons psicòpates i devoradors d'homes des d'un penya-segat de 300 metres! La segona prova és construir un jacuzzi... I la tercera, què deu ser?! |                      |                                                                                     |                         |                            |
| 3 | 3                    | «La gran dormida» «The Big Sleep»                                                   | 15 de juliol de 2007    | Sense anunciar             |
| Després de córrer 20 quilòmetres i d'atipar-se com lladres, comença una nova prova: l'equip amb l'últim excursionista despert, guanya la immunitat. Per cert, la Heather és la primera que ha començat a preparar una estratègia: es vol aliar amb dos campistes més per arribar tots tres a la final. Qui triarà? Ah! I la Gwen s'ha ben enamorat d'en Trent! |                      |                                                                                     |                         |                            |
| 4 | 4                    | «El joc de matar» «Dodgebrawl»                                                      | 22 de juliol de 2007    | Sense anunciar             |
| Després d'haver perdut dos reptes seguits, les Perques Assassines ja no tenen gaires esperances de guanyar res. La Heather ha reforçat l'aliança amb la Lindsay i la Beth, però la Lindsay no veu clar això de no poder sortir amb membres de l'altre equip. I és que en Tyler és irresistible! El repte d'avui és el clàssic joc de matar! A esquivar pilotes! |                      |                                                                                     |                         |                            |
| 5 | 5                    | «Drama 101» «Not Quite Famous»                                                      | 29 de juliol de 2007    | Sense anunciar             |
| Les Perques Assassines han posat fi a la penosa ratxa de derrotes contra els Gòfers Xiscladors, però aquesta setmana un altre repte enviarà un altre campista a fer un creuer fins a Vila-fracàs. Qui serà?! La que és segur que passarà vergonya és la Gwen. La Heather li ha trobat el diari secret i el pensa llegir davant de tothom! Per cert, avui hi ha concurs de talents! |                      |                                                                                     |                         |                            |
| 6 | 6                    | «La natura no és tan genial» «The Sucky Outdoors»                                   | 5 d'agost de 2007       | Sense anunciar             |
| Avui els campistes posaran a prova les seves tècniques de supervivència passant la nit acampats al bosc. En Duncan n'explicarà una de fantasmes i l'Izzi farà una broma als Gòfers disfressant-se d'os. Ves que no n'aparegui un de veritat i s'hagin de passar tota la nit dalt d'un arbre! Qui serà el següent de fer el passeig pel moll fet pols?! Avui ho sabrem! |                      |                                                                                     |                         |                            |
| 7 | 7                    | «El factor fòbia» «Phobia Factor»                                                   | 12 d'agost de 2007      | Sense anunciar             |
| Avui els concursants es veuran obligats a vèncer les seves pors més profundes i més fosques. N'hi haurà més d'un que sorprendrà tothom, però vols dir que serà capaç de plantar cara a la gallina, en Tyler? O es descobrirà que és ell, el gallina?! El que és clar és que el repte d'avui és de por! Comença a tremolar! Els campistes ja s'estan escagarrinant! |                      |                                                                                     |                         |                            |
| 8 | 8                    | «Amb l'aigua al coll!» «Up the Creek»                                               | 19 d'agost de 2007      | Sense anunciar             |
| El repte d'avui és una travessa amb canoa fins a la funesta "Illa del Ossos". El primer equip que arribi a la platja del campament aconseguirà la immunitat. Això sí, segons la llegenda, si t'endús alguna cosa de l'illa, estàs maleït per sempre! Ah! I no t'ho perdis! Avui en Cody li tira els trastos a la Gwen... unes vuitanta vegades! |                      |                                                                                     |                         |                            |
| 9 | 9                    | «Els caçadors de cérvols» «Paintball Deer Hunter»                                   | 26 d'agost de 2007      | Sense anunciar             |
| Avui arriba el repte més extrem i impactant que s'hagi vist fins ara! Un repte de supervivència, amb caçadors i caçats! Per cert, no et perdis la lluita a mort pel lideratge entre les femelles dels Gòfers! Avui la Leshawna, la Lindsay i la Beth s'ataquen entre elles! Els Gòfers continuen tenint les de perdre. Es poden refer, o ja està segellat, el seu destí?! Aviat ho sabrem! |                      |                                                                                     |                         |                            |
| 10 | 10                   | «Si no aguantes la pressió» «If You Can't Take the Heat...»                         | 2 de setembre de 2007   | Sense anunciar             |
| Avui els campistes posaran a prova les seves ments, el treball en equip i les habilitats a la cuina. Hauran de fer un àpat de tres plats i el serviran a en Chris perquè el jutgi. Els guanyadors tindran una recompensa; els perdedors, enviaran algú a casa. Per trencar la ratxa de derrotes, la Heather assumirà el lideratge del seu equip. Avui n'hi haurà per llepar-se'n els dits! |                      |                                                                                     |                         |                            |
| 11 | 11                   | «De qui et pots fiar?» «Who Can You Trust?»                                         | 9 de setembre de 2007   | Sense anunciar             |
| Els productors han decidit que la millor manera de resoldre les friccions internes dels equips és explotar la seva part còmica. Per això el repte d'aquesta setmana es basarà a consolidar la confiança. Hi haurà tres grans proves que hauran de completar dos o més membres de cada equip. La primera serà una aventura extrema d'escalada lliure. No et perdis les altres! |                      |                                                                                     |                         |                            |
| 12 | 12                   | «Instrucció bàsica» «Basic Straining»                                               | 16 de setembre de 2007  | Sense anunciar             |
| Avui els onze campistes supervivents hauran de passar pel brutal campament del Cap Suprem Hatchet, que té ordres de fer que tots els concursants desertin del campament, menys un. L'últim que resisteixi guanya la immunitat per al seu equip. Només dormiran i menjaran quan el Cap Suprem ho ordeni... Per cert, avui la Courtney ens deixarà a tots bocabadats! |                      |                                                                                     |                         |                            |
| 13 | 13                   | «Tortura extrema» «X-Treme Torture»                                                 | 23 de setembre de 2007  | Sense anunciar             |
| Avui els participants s'hauran de sotmetre a tres proves en un repte d'esports extrems: para-sofà-llit extrem, rodeo extrem amb ant i esquí aquàtic extrem... sense aigua! Per cert, avui una nota d'un admirador secret posarà la Gwen i la Bridgette en peu de guerra. Vols saber qui són els deu campistes que han arribat vius a mig concurs?! No t'ho perdis! |                      |                                                                                     |                         |                            |
| 14 | 14                   | «L'esmorzar fastigós» «Brunch of Disgustingness»                                    | 30 de setembre de 2007  | Sense anunciar             |
| Avui les Perques i el Gòfers hauran de superar un repte basat en la "guerra de sexes". S'avisa que els resultats poden ser una mica vomitius. Més que res perquè el menú són testicles bovins, pizza de cuques vives i suc d'escarabat. Qui guanyarà el cap de setmana al luxós S.S. Vida Regalada? Els nois? O les noies? Aviat ho sabrem! |                      |                                                                                     |                         |                            |
| 15 | 15                   | «Per jugar s'ha de patir» «No Pain, No Game»                                        | 7 d'octubre de 2007     | Sense anunciar             |
| Avui es dissolen els equips i ara els campistes s'han de buscar la vida. A més, per afegir una mica més de drama al còctel, tornen l'Izzy i l'Eva per demanda popular i amb ganes de divertir-se! En el repte de "Per jugar s'ha de patir", els participants patiran abusos de tota mena. Qui serà capaç de fer passar un os per la perruqueria de les piranyes i aconseguir la immunitat?! |                      |                                                                                     |                         |                            |
| 16 | 16                   | «Busca i vés amb compte» «Search & Do Not Destroy»                                  | 14 d'octubre de 2007    | Sense anunciar             |
| Avui els nostres herois hauran de jugar a la Recerca del Tresor, però en lloc de buscar el botí hauran de trobar les claus que obren el cofre, amagades en llocs que els obligaran a jugar-se la vida! Qui serà el pròxim campista que passarà pel Moll de la Vergonya? Qui perdrà la calma? Qui es quedarà sense dinar?! Aviat ho sabrem! |                      |                                                                                     |                         |                            |
| 17 | 17                   | «Amaga't i delata» «Hide & Be Sneaky»                                               | 21 d'octubre de 2007    | Sense anunciar             |
| Avui els concursants, tot jugant a fet i amagar, hauran d'impedir que el Xef Instructor els capturi, o bé imitar les seves tàctiques guerrilleres per delatar els seus companys campistes. Per cert, els nois han decidit fer una aliança per fer fora la Bridgette. I és que queden més noies que nois! I les noies, també es decidiran a fer una aliança?! No t'ho perdis! |                      |                                                                                     |                         |                            |
| 18 | 18                   | «A tota pastilla!» «That's Off the Chain!»                                          | 28 d'octubre de 2007    | Sense anunciar             |
| Avui el repte comença al Centre d'Artesania, o més aviat de porqueria! Els campistes s'han de construir un vehicle per competir en una cursa esbojarrada que li pot costar ben cara a més d'un, i a més d'una! El circuit és ple de trampes i tota mena de perills. Els concursants són a la línia de sortida. Preparats, llestos, ambulància a punt... I endavant! |                      |                                                                                     |                         |                            |
| 19 | 19                   | «L'illa del terror» «Hook, Line & Screamer»                                         | 4 de novembre de 2007   | Sense anunciar             |
| Avui toca veure pel·li de terror, tremolors i crits a dojo! Una pel·li amb unes escenes que aviat es començaran a fer realitat, per descobrir que és veritat que per l'illa hi volta un psicòpata assassí amb el seu garfi matador i la seva motoserra megaassassina. Qui arribarà a ser més psicòpata que l'assassí i es guanyarà la immunitat?! Aviat ho sabrem! |                      |                                                                                     |                         |                            |
| 20 | 20                   | «Wawanakwa es torna salvatge» «Wawanakwa Gone Wild!»                                | 11 de novembre de 2007  | Sense anunciar             |
| Avui els campistes se'n van de safari i tenen vuit hores per caçar un animal salvatge que han de portar al foc de la nit... il·lès! La recompensa del repte d'avui és un àpat amb tots els seus plats preferits! I el perdedor neteja els lavabos comunitaris! Aviat només quedaran sis campistes supervivents! Qui passarà, avui, pel Moll de la Vergonya?! |                      |                                                                                     |                         |                            |
| 21 | 21                   | «El triatló tribraçat» «Trial by Tri-Armed Triathlon»                               | 18 de novembre de 2007  | Sense anunciar             |
| Després de sis setmanes de cuques, menjar fastigós i lavabos encara més fastigosos, els finalistes ja estan a punt de perdre el cap! Avui, per acabar-ho d'adobar, emmanillaran els campistes en parelles pel repte del Triatló Tribraçat: tres reptes, tres equips de dos i tres braços per equip. Els dos guanyadors aconseguiran la immunitat per aquesta nit! |                      |                                                                                     |                         |                            |
| 22 | 22                   | «Després del moll de la vergonya» «After the Dock of Shame»                         | 25 de novembre de 2007  | Sense anunciar             |
| Saps què els passa, als campistes, després d'anar al Moll de la Vergonya, agafar la barca dels perdedors i tocar el dos? Què fan, els expulsats? Com passen l'estona? Qui creuen que es mereix guanyar els 100.000 dòlars? Avui els perdedors ho cantaran tot... i seran els encarregats d'expulsar un dels cinc últims campistes! No te'n perdis ni un detall! |                      |                                                                                     |                         |                            |
| 23 | 23                   | «Adéu, campament!» «Camp Castaways»                                                 | 2 de desembre de 2007   | Sense anunciar             |
| Un dels reptes més desagradables de qualsevol campament d'estiu és el temut dia de pluja, en què totes les activitats que tenen la més mínima possibilitat de ser divertides s'anul·len, a favor de la tenda de treballs manuals. Però què passa si la tempesta s'emporta els campistes a una illa deserta?! Avui només en quedaran quatre! Qui serà l'escollit?! |                      |                                                                                     |                         |                            |
| 24 | 24                   | «On és, el ieti?» «Are We There, Yeti?»                                             | 9 de desembre de 2007   | Sense anunciar             |
| Avui en Chris és en un lliurament de premis i serà l'animal d'en Hatchet el que farà de mestre de cerimònies. Segons ell, avui els campistes desitjaran no haver nascut. Tenen la missió de sortir d'un bosc... o morir en l'intent! Hi ha dos equips: la Heather i l'Owen contra la Gwen i en Duncan. El primer que toqui el tòtem del campament base, guanya! |                      |                                                                                     |                         |                            |
| 25 | 25                   | «Et desafio!» «I Triple Dog Dare You!»                                              | 16 de desembre de 2007  | Sense anunciar             |
| Arriben les semifinals amb l'Owen, la Gwen i la Heather! Els productors ja no saben com més torturar els campistes, per això han demanat idees als campistes expulsats. Prepara't per viure els reptes més perversos, recargolats i sàdics que et puguis imaginar en la versió "Un drama total d'illa" de "fes girar l'ampolla"! Avui coneixerem els finalistes! No t'ho perdis! |                      |                                                                                     |                         |                            |
| 26 | 26                   | «L'últim episodi, de veritat!» «The Very Last Episode, Really!»                     | 4 de gener de 2008      | Sense anunciar             |
| Benvingut a l'episodi més dramàtic i més emocionant de tots! Han sigut vuit llargues setmanes al campament Wawanakwa i "Un drama total d'illa" està a punt d'acabar-se! Queden dos campistes i abans que es pongui el sol sabrem qui és el guanyador! La Gwen, l'artista alternativa?! O l'Owen, l'immens i adorable ximplet? Arriba l'hora de la veritat! |                      |                                                                                     |                         |                            |
| Especial | Especial             | «Un drama, drama, drama, drama total d'illa» «Total Drama Drama Drama Drama Island» | 29 de novembre de 2008  | Sense anunciar             |
| El capítol, "Un drama, drama, drama, drama, total d'illa", és una paròdia animada on els amfitrions, la Blainely i en Josh, s'encarreguen d'extreure totes les brutícies de 22 personalitats famoses que assisteixin als Premis Grammie que estiguin nominades a millor elenc de "realityreality show". En aquest episodi, l'única esperança de l'Owen, la Gwen, la Beth i en Duncan de reviure la seva fama s'esvaeix perquè el sàdic presentador Chris McLean ha trobat un nou grup de personatges i s'ha oblidat de la colla. Només després d'una persecució en un bus d'alta velocitat i un busseig des d'un penya-segat que desafia la mort, podran tornar a tenir una altra oportunitat per triomfar, amb un premi d'un milió de dòlars. |                      |                                                                                     |                         |                            |

### Segona temporada:Un drama total, acció!(2009–10)
| Núm. total | Núm. de la temporada | Títol | Data d'estrena original | Data d'emissió a Catalunya |
| --- | -------------------- | --- | ----------------------- | -------------------------- |
| 27 | 1                    | «Pasta gansa!» «Monster Cash»                                                                             | 11 de gener de 2009     | 17 d'octubre de 2010       |
| Els catorze participants de la nova edició d'"Un drama total..." ja estan a punt per tornar a patir les humiliacions típiques d'aquest programa, aquest any en uns estudis de filmació abandonats. Seran quaranta-dos dies plens d'acció, de reptes encara més esbojarrats, de traïcions, d'amor... i de pasta gansa! El premi és d'un milió de dòlars! |                      | |                         |                            |
| 28 | 2                    | «Àlien: La resurrecci-ou!» «Alien Resurr-eggtion»                                                         | 18 de gener de 2009     | Sense anunciar             |
| Avui, els concursants tenen el repte de trobar uns ous d'àlien amagats pels estudis de filmació més tètrics que hagis vist mai. Només els més forts sobreviuran... I dos dels concursants hauran de renunciar al milió de dòlars. Qui seran els expulsats?! Prepara't per una sessió deliciosament dolorosa d'"Un drama total, acció"! |                      | |                         |                            |
| 29 | 3                    | «Moguda al plató» «Riot on Set»                                                                           | 25 de gener de 2009     | Sense anunciar             |
| La relació entre la Gwen i en Trent cada vegada és més tensa. Aquest parell d'enamorats van ser els guanyadors de la prova anterior i seran els que hauran de triar els equips. Això vol dir que a partir d'ara i fins a final de concurs seran rivals! Avui, més reptes monstruosos, més tibantor que mai... i un altre expulsat. Qui et sembla que serà?! |                      | |                         |                            |
| 30 | 4                    | «Frenesí a la platja» «Beach Blanket Bogus»                                                               | 1 de febrer de 2009     | Sense anunciar             |
| Els dos equips, Maquinistes Assassins i Elèctrics Xiscladors, continuen competint pel milió de dòlars. Avui els toca fer de surfistes a la platja, en un plató, és clar, i ple de taurons i tornados! Més tard, arribarà l'hora de fer castells de sorra, a l'estil Drama Total, evidentment! I si hi ha empat, la prova de ball! No te la perdis! |                      | |                         |                            |
| 31 | 5                    | «El tren de les tres i deu» «3:10 to Crazytown»                                                           | 8 de febrer de 2009     | Sense anunciar             |
| Aprofitant que fa una calor insuportable, aquesta setmana els nostres concursants se'n van cap a l'oest per afrontar reptes encara més salvatges. Primer, la prova de muntar, i després, el duel... a mort?! Els capitans hauran de triar un cowboy o una cowgirl disposats a deixar la vida al plató. Però, vols dir que és legal, això?! Per cert, avui hi ha un altre expulsat. I no diries mai qui és!                                                                                           |                      | |                         |                            |
| 32 | 6                    | «El plató - En Trent és un bon noi» «Aftermath I: Trent's Descent»                                        | 15 de febrer de 2009    | Sense anunciar             |
| En Geoff i la Bridgette, els dos primers expulsats de l'edició d'aquest any d'"Un drama total, acció!", ja tenen programa propi! Avui, al costat de l'Izzy i d'en Trent, els altres dos eliminats, trauran els drapets bruts dels concursants que encara tenen possibilitats d'endur-se el milió de dòlars. Avui se sabrà tot... i més! No t'ho perdis! |                      | |                         |                            |
| 33 | 7                    | «Cadena perpètua» «The Chefshank Redemption»                                                              | 5 d'abril de 2009       | Sense anunciar             |
| Avui és el dia de la pel·li de la presó: confinament, claustrofòbia, menjar fastigós, desconfiança... Cada capità haurà de triar un presoner de l'altre equip, que serà l'encarregat de superar els reptes. El primer: menjar-se el ranxo vomitiu que prepararan els xefs de cada equip. Qui guanya? L'últim de treure les tripes, és clar! |                      | |                         |                            |
| 34 | 8                    | «Algú va emmalaltir sobre el cucut» «One Flu Over the Cuckoos»                                            | 12 d'abril de 2009      | Sense anunciar             |
| La tornada de l'Izzy ha deixat tothom descol·locat. Ningú s'imaginava que la Gwen fos capaç de fer un pacte amb l'altre equip, però les traïcions estan a l'ordre del dia, ja se sap. Per cert, avui toca jugar a metges! El primer repte, després d'haver memoritzat una pila de llibres de medicina, serà reconstruir un mort amb les parts desmembrades de dos cadàvers! Vols saber el segon?! |                      | |                         |                            |
| 35 | 9                    | «El projecte Entrepà» «The Sand Witch Project»                                                            | 19 d'abril de 2009      | Sense anunciar             |
| Avui arriba la prova més terrorífica de totes. Totes les pel·lis de por tenen una cosa en comú: uns actors i uns assassins que fan uns crits fantàstics. Cada equip haurà de triar un assassí en sèrie i el "cridòmetre" mesurarà els crits dels concursants. Per cert, pot ser que en D. J. hagi falsejat proves? I pot ser que això li costi l'expulsió?! Aviat ho sabrem! |                      | |                         |                            |
| 36 | 10                   | «Els mestres dels desastres» «Masters of Disasters»                                                       | 26 d'abril de 2009      | Sense anunciar             |
| Com si no n'hi hagués prou amb els desastres constants del concurs més animal que s'hagi vist mai, avui toquen les pel·lis de desastres! Gent que fuig cames ajudeu-me de volcans, asteroides, tsunamis... La primera prova és la del terratrèmol del dolor inevitable. Avui, l'Owen tindrà un accident que el podria deixar fora de concurs... No t'ho perdis! |                      | |                         |                            |
| 37 | 11                   | «El drama metàl·lic» «Full Metal Drama»                                                                   | 3 de maig de 2009       | Sense anunciar             |
| Si t'agraden les pel·lis bèl·liques, avui és el teu dia. La primera prova serà saltar d'un avió, el més perillós de tots els exercicis quan s'està en peu de guerra. Els especialistes s'entrenen durant setmanes abans de saltar en paracaigudes. Per sort, els nostres concursants s'ho estalviaran i passaran directament... al salt! T'ho perdràs?! |                      | |                         |                            |
| 38 | 12                   | «El plató - La Gwen. El perdó i l'oblit?» «Aftermath II: Forgive & For-Gwen»                              | 10 de maig de 2009      | Sense anunciar             |
| Avui en Geoff i la Bridgette ens ofereixen un altre episodi súper sucós del Plató, el programa per treure els draps bruts dels concursants que encara estan en acció. La Gwen i en D. J. es tornaran a trobar cara a cara, i la pregunta és saber si la seva relació sobreviurà a un programa dissenyat per posar fi a qualsevol relació, fins i tot la dels presentadors! |                      | |                         |                            |
| 39 | 13                   | «Ocean's eight, or nine» «Ocean's Eight -or Nine»                                                         | 24 de juny de 2009      | Sense anunciar             |
| La primera part de la prova d'avui és rescatar l'Owen i la Leshawna, tots dos tancats en unes cambres cuirassades ultrasegures. Tot seguit, els tocarà atracar el primer banc nacional per continuar amb reptes cada vegada més salvatges. Per cert, avui treuen els ferros a l'Owen i torna una concursant mítica... Vols saber de qui es tracta?! |                      | |                         |                            |
| 40 | 14                   | «Un milió de dòlars a.C.» «One Million Bucks B.C.»                                                        | 10 de setembre de 2009  | Sense anunciar             |
| Ja es poden anar preparant els vuit concursants que queden vius, perquè torna la Courtney. Això sí, amb regles noves, només per ella, gràcies als seus advocats, és clar. La pega, per ella, és que arriba just quan comencen les proves de l'època paleolítica! Avui sortiran els instints més primaris! Te'ls imagines tota la colla vestits de neandertal? |                      | |                         |                            |
| 41 | 15                   | «Million Dollar Babies»                                                                                   | 17 de setembre de 2009  | Sense anunciar             |
| Avui va d'esports! I la cosa comença amb garrotades! Al racó dret, dels Maquinistes Assassins, la Lindsay, la bomba rossa! Al racó esquerre, dels Elèctrics Xiscladors, en Harold, el friqui fracassat! Després ve el bàdminton, però no et perdis la lluita grecoromana entre la Courtney i en Duncan! Vols saber quin concursant se'n va avui? |                      | |                         |                            |
| 42 | 16                   | «Fusió perfecta» «Dial M for Merger»                                                                      | 1 d'octubre de 2009     | Sense anunciar             |
| Avui, en Chris dona la benvinguda als set concursants que encara suen al plató, al món de la capa i espasa: les pel·lis d'espies. El guanyador d'avui haurà de saber desactivar una bomba, fugir d'un edifici a punt d'explotar i dominar molts accents. Però el més fort d'avui és que els equips queden desintegrats. Ara és campi qui pugui! Comença la moguda 007! |                      | |                         |                            |
| 43 | 17                   | «Superharold!» «Super Hero-ld»                                                                            | 8 d'octubre de 2009     | Sense anunciar             |
| En Chris es mor de ganes de veure tots els concursants fent el ridícul amb mitges arrapades! I és que les proves d'avui estan inspirades en les pel·lis de superherois! Te'ls imagines saltant per sobre d'un edifici amb el trampolí de "Trampolí Mortal Dos"? Evidentment, el xef serà el superdolent! El mal no dorm mai, i els concursants tampoc! |                      | |                         |                            |
| 44 | 18                   | «El plató - L'Owen ha perdut!» «Aftermath III: O-wen or Lose»                                             | 22 d'octubre de 2009    | Sense anunciar             |
| La Geoff i la Brigitte ens conviden a anar al plató a veure un altre "Un drama total, acció!" totalment passat de voltes. Avui tornarem a veure alguns dels pesos superpesants que ha perdut el concurs, com ara l'Owen, la Heather i la Leshawna. També hi haurà perdedors de la primera i la segona temporades. Però, sobretot, el que hi haurà és safareig! Avui ho sabrem tot! |                      | |                         |                            |
| 45 | 19                   | «La princesa presumptuosa» «The Princess Pride»                                                           | 5 de novembre de 2009   | Sense anunciar             |
| Avui, en Chris s'ha presentat amb una bota. La que se la pugui calçar serà la princesa de la prova cinematogràfica d'un meravellós i molt perillós conte de fades. Els altres, hauran de competir per l'honor de rescatar la bella princesa! Però no t'ho perdis, perquè el primer que els tocarà és burlar-se d'un terrible trol desdentegat! |                      | |                         |                            |
| 46 | 20                   | «Seguint les pistes» «Get a Clue»                                                                         | 12 de novembre de 2009  | Sense anunciar             |
| Els últims cinc concursants del concurs més dramàtic que ha existit mai, estan a punt de viure l'episodi més misteriós de tota la sèrie. D'entrada, els tocarà desxifrar un missatge d'en Chris. Més tard, pispar les empremtes i l'ADN dels seus companys, per acabar descobrint... qui ha matat en Chris?! Qui serà declarat el millor detectiu?! No t'ho perdis! |                      | |                         |                            |
| 47 | 21                   | «Rock'n'roll» «Rock 'n Rule»                                                                              | 19 de novembre de 2009  | Sense anunciar             |
| Atenció, perquè el gènere cinematogràfic d'avui són les pel·lis biogràfiques d'estrelles del rock'n'roll! I tothom sap que qualsevol déu consagrat del rock ha de saber tocar la guitarra, enfrontar-se als paparazzis i destrossar una habitació d'hotel. Però la gran notícia d'avui és que torna l'Owen! El que encara no sabem és qui se n'haurà d'anar... |                      | |                         |                            |
| 48 | 22                   | «Una de kung-fu» «Crouching Courtney, Hidden Owen»                                                        | 19 de novembre de 2009  | Sense anunciar             |
| Avui toca prova de kung-fu, noies contra nois. És a dir, la Beth i la Courney contra en Harold i en Duncan. S'hauran d'enfrontar en un combat místic i robòtic que els pot acabar passant factura. Però avui també és el dia de fer noves aliances, o potser noves enemistats. D'això se n'encarregarà l'Owen, que està decidit a acabar amb els seus companys! |                      | |                         |                            |
| 49 | 23                   | «2008: Un Owen de l'espai» «2008: A Space Owen»                                                           | 26 de novembre de 2009  | Sense anunciar             |
| Avui, els cinc concursants hauran d'afrontar reptes que no són d'aquest món. I tothom sap que una bona pel·lícula de l'espai té tres coses obligatòries: la gravetat zero, unes forces G bestials i que no es recicla res, ni tan sols els excrements! Les proves d'avui seran realment "espacials" i fastigoses! Per cert, aconseguirà dur a terme el seu sabotatge, l'Owen?! |                      | |                         |                            |
| 50 | 24                   | «El gos sergent» «Top Dog»                                                                                | 26 de novembre de 2009  | Sense anunciar             |
| Després de l'eliminació d'en Harold, avui toquen pel·lis d'animals. I el tema central, és clar, serà el vincle entre persones i animals. El concursant que aconsegueixi que l'animal que ha triat s'assembli més a ell, guanyarà la prova... i el pas a la final! Qui seran els dos finalistes amb possibilitats d'endur-se el milió de dòlars a casa?! Avui ho sabrem! |                      | |                         |                            |
| 51 | 25                   | «Motí al plató» «Mutiny on the Soundstage»                                                                | 3 de desembre de 2009   | Sense anunciar             |
| Ha arribat el dia de la veritat! La Beth o en Duncan? En Duncan o la Beth? Qui s'endurà el milió de dòlars?! Avui toca pel·li de pirates i es decidirà tot en una cursa d'obstacles, seguida per una recerca del tresor que rememorarà totes les proves d'aquesta gran temporada. Estàs preparat o preparada per conèixer el guanyador o la guanyadora?! |                      | |                         |                            |
| 52 | 26                   | «El plató, quarta part - Qui vol escollir un millonari?» «Aftermath IV: Who Wants to Pick a Millionaire?» | 10 de desembre de 2009  | Sense anunciar             |
| Després de l'empat a l'última prova de la temporada, gràcies a l'acte de bondat de la Beth, "Un drama total, acció!" continua sense tenir guanyador. En Duncan i la Beth se l'hauran de jugar en tot de proves dissenyades per en Justin, la Lindsay, en Harold i la Courtney. Hi ha un milió de dòlars en joc... I per fi sabrem qui se l'emporta! |                      | |                         |                            |
| Especial | Especial             | «Especial d'Un drama total! A la cacera del famós!» «Celebrity Manhunt's TDA Reunion Special»             | 10 de juny de 2010      | Sense anunciar             |
| Els adolescents que tants perills han desafiat al plató d'Un drama total d'illa i d'Un drama total, acció estan nominats a la categoria de "millor treball coral de reality" als premis Gemmie. L'equip de periodistes del cor han estat superocupats i La cacera del famós els xuclarà a aquests adolescents superfamosos fins a l'última gota de drama. Però sobretot no hi pot faltar en Chris, el presentador més sàdic del món, que els té preparada una cursa sense regles al voltant del món. |                      | |                         |                            |

### Tercera temporada:Un drama total: la gira mundial(2010–11)
| Núm. total | Núm. de la temporada | Títol                                                                                             | Data d'estrena original | Data d'emissió a Catalunya |
| --- | -------------------- | ------------------------------------------------------------------------------------------------- | ----------------------- | -------------------------- |
| 53 | 1                    | «Camina com un egipci (1a part)» «Walk Like an Egyptian – Part 1»                                 | 10 de juny de 2010      | 3 de juny de 2011          |
| Canvi de temporada i canvi de normes! En aquesta edició hi ha 15 participants, la majoria coneguts d'altres anys, que competeixen pel milió de dòlars! Avui anem cap a Egipte a conèixer piràmides gegants des de dins, molt endins, i a decidir com quedaran els equips. Per cert, aquest any el que no canta quan en Chris ho mana, queda eliminat! Qui serà el primer?!                           |                      |                                                                                                   |                         |                            |
| 54 | 2                    | «Camina com un egipci (2a part)» «Walk Like an Egyptian – Part 2»                                 | 9 de setembre de 2010   | Sense anunciar             |
| Amb els tres equips decidits: el Victòria, l'Amazona i el Chris és molt molt molt molt guapo, en Chris ha proposat el repte d'avui: una cursa fins al Nil. L'equip Amazona tenen un camell, però els altres dos equips van amb una cabra i una branca. A més, un cop al Nil els espera un repte molt més bèstia! A qui li tocarà avui fer el salt de la vergonya?!                                   |                      |                                                                                                   |                         |                            |
| 55 | 3                    | «Ens ho passarem superbé al Japó» «Super Crazy Happy Fun Time Japan»                              | 16 de setembre de 2010  | Sense anunciar             |
| Després de recomanar als concursants que agafin el repel·lent de monstres radioactius gegants, en Chris els ha fet saltar tots de l'avió per fer-los cantar i per arribar al Japó, la parada d'avui. El primer repte serà dins d'un estudi d'un programa de jocs, amb el supermegajoc del milió humà! N'hi haurà algun d'eliminat, avui?! Aviat ho sabrem!                                           |                      |                                                                                                   |                         |                            |
| 56 | 4                    | «Qualsevol cosa que sàpigues fer, jo la sé fer millor» «Anything Yukon Do, I Can Do Better»       | 23 de setembre de 2010  | Sense anunciar             |
| Avui anem al Yukon, la joia glaçada del Canadà, on els concursants descobriran l'emoció de saltar pel gel, la màgia dels trineus de gossos i el perill dels idil·lis glacials! Hauran de mirar de superar reptes gèlids sense morir-se de fred. La prova d'avui es diu "Un drama total, el cos congelat". Però, qui haurà de passar pel drama de fer el salt de la vergonya?!                        |                      |                                                                                                   |                         |                            |
| 57 | 5                    | «Broadway, nena!» «Broadway, Baby!»                                                               | 30 de setembre de 2010  | Sense anunciar             |
| Avui els concursants fan parada a Nova York! La primera prova serà la de Llibertat o Mort! Els tocarà escalar fins a la corona de l'Estàtua de la Llibertat, recollir-ne uns cotxets i fer una cursa fins a Central Park. Però no t'ho perdis, que la segona part de la prova consisteix a agafar pomes grosses a l'estany de la tortuga, amb la boca!                                               |                      |                                                                                                   |                         |                            |
| 58 | 6                    | «El plató - La Bridgette en aigües turbulentes» «TDWT Aftermath I: Bridgette over Troubled Water» | 7 d'octubre de 2010     | Sense anunciar             |
| Tornem al Plató, aquest any amb en Geoff i la Blaineley, perquè la Bridgette està en plena competició, és clar, de moment... Torna el safareig, els comentaris fora de to, les humiliacions i molt més! Avui sabràs tot el que tens més ganes de saber de la tercera temporada d'"Un drama total"! En trauran els draps més bruts i més sucosos! No t'ho perdis!                                     |                      |                                                                                                   |                         |                            |
| 59 | 7                    | «La revolució del ball» «Slap Slap Revolution»                                                    | 14 d'octubre de 2010    | Sense anunciar             |
| Els 13 concursants afortunats que encara aguanten avui hauran de cantar sense provocar una allau a les muntanyes d'Alemanya. Més tard, els espera una prova amb una salsitxa gegant que hauran de fabricar ells mateixos per poder arribar vius al final d'un pendent espectacular. Allà, començarà una prova de ball molt dolorosa! Qui farà avui el Salt de la Vergonya?!                          |                      |                                                                                                   |                         |                            |
| 60 | 8                    | «La cursa de l'Aaah!-mazones» «The Am-AH-Zon Race»                                                | 4 de novembre de 2010   | Sense anunciar             |
| El destí d'avui és el Perú, on hi ha la font del poderós riu Amazones. Els equip hauran de seguir un antic camí inca a través de la selva peruana fins al Machu Picchu. Amagat en algun lloc entre les ruïnes hi ha un tresor d'or que hauran de descobrir. L'últim equip que hi arribi haurà de llançar algú per la porta de les eliminacions. Qui serà el pobre escollit?!                         |                      |                                                                                                   |                         |                            |
| 61 | 9                    | «Enamorats del Louvre» «Can't Help Falling in Louvre»                                             | 18 de novembre de 2010  | Sense anunciar             |
| Avui fem parada a París, on els tres equips hauran de trobar tres estàtues que en Chris ha amagat pel Museu del Louvre. D'entrada, sembla una prova força senzilla, però això és "Un drama total", i els concursants que queden ho hauran de fer perseguits per un os, una foca i un ieti! En sortiran vius, d'aquesta prova cultural? Qui rebrà, avui, el Petó de la Vergonya?                      |                      |                                                                                                   |                         |                            |
| 62 | 10                   | «Una aventura marinera» «Newf Kids on the Rock»                                                   | 25 de novembre de 2010  | Sense anunciar             |
| Avui aterrem a Terranova, a la bonica costa del Canadà. La primera prova, després de llançar-los al mar, és nedar fins a una barca i començar a remar! Els dos primers equips que arribin a la costa participaran en l'últim repte, i començaran una prova eliminatòria de relleus, bevent-se una ampolla de vinagre de poma! Vols saber com continua?                                               |                      |                                                                                                   |                         |                            |
| 63 | 11                   | «Suada a Jamaica» «Jamaica Me Sweat»                                                              | 2 de desembre de 2010   | Sense anunciar             |
| Després d'un aterratge d'emergència a les costes de Jamaica, comença la primera prova, un salt des d'unes cascades fins a un mar ple de taurons i d'anguiles elèctriques. L'equip que trobi el tresor pirata al fons tindrà avantatge per a la segona prova: "El terrible bob de la mort"! Qui saltarà avui per la porta de les eliminacions? Aviat ho sabrem!                                       |                      |                                                                                                   |                         |                            |
| 64 | 12                   | «El plató 2 - La venjança de la telemarató» «TDWT Aftermath II: Revenge of the Telethon»          | 9 de desembre de 2010   | Sense anunciar             |
| Avui en Geoff i la Bridgette tenen una missió gairebé impossible. Han de recaptar mig milió de dòlars perquè en Chris, que s'ha polit tot el pressupost del programa decorant les seves estances privades, pugui carregar l'avió de combustible i continuar la gira mundial. Si no ho aconsegueixen, "Un drama total" pot tenir les hores comptades!                                                 |                      |                                                                                                   |                         |                            |
| 65 | 13                   | «Veig Londres...» «I See London...»                                                               | 16 de desembre de 2010  | Sense anunciar             |
| Amb en DJ eliminat, només dos equips podran saltar a la ciutat de Londres. I hi hauran de saltar, perquè els han negat el permís d'aterratge! A més, quan hi arribin, els tocarà anar al darrere de l'assassí en sèrie que va tenir terroritzat el Londres victorià: en Jack l'Esbudellador. Però compte, que en Jack també va darrere dels concursants!                                             |                      |                                                                                                   |                         |                            |
| 66 | 14                   | «La Grècia olímpica» «Greece's Pieces»                                                            | 30 de desembre de 2010  | Sense anunciar             |
| Els nou supervivents del concurs més dramàtic de la tele arriben a Atenes per participar en uns Jocs Olímpics encara més dramàtics. Avui, en lloc de competir per equips, faran les proves per parelles. Els que guanyin més medalles d'or tindran un bitllet de primera per al pròxim viatge. Els segons, guanyaran una brutal eliminació. Qui serà el pròxim d'anar-se'n?                          |                      |                                                                                                   |                         |                            |
| 67 | 15                   | «Els expedients de l'ex» «The Ex-Files»                                                           | 6 de gener de 2011      | Sense anunciar             |
| Avui els concursants van a parar a la zona més alienígena del planeta, l'Àrea 51, la base militar més ben vigilada de tot el món. La primera part del repte serà entrar-hi sense que els soldats d'elit els matin d'un tret. La segona és que cada equip haurà de trobar un artefacte extraterrestre que funcioni a dins del famós magatzem "caixa negra"! Hi haurà eliminats, avui? I supervivents? |                      |                                                                                                   |                         |                            |
| 68 | 16                   | «Un pícnic a les altures» «Picnic at Hanging Dork»                                                | 13 de gener de 2011     | Sense anunciar             |
| Avui la gira mundial arriba a Austràlia, un país que et deixa bocabadat... Si en pots sortir viu, és clar! I és que la prova d'avui és "La marató de la mort"! La primera part és una cursa d'emús fins a les Blue Mountains, un viatge amb serps verinoses i escorpins assassins. La segona, fer un salt mortal per esquilar una colla de xais! Però, qui farà avui el salt de la vergonya?         |                      |                                                                                                   |                         |                            |
| 69 | 17                   | «Amarga Suècia» «Sweden Sour»                                                                     | 20 de gener de 2011     | Sense anunciar             |
| Els set concursants supervivents arriben a Suècia en una parada que els pot acabar d'amargar la vida a tots plegats! D'entrada, hauran de construir un objecte amb una pila de peces... i sense instruccions! I sense saber de què es tracta! Més tard, els tocarà navegar per aigües gèlides i acabaran fent una guerra amb les famoses mandonguilles del xef!                                      |                      |                                                                                                   |                         |                            |
| 70 | 18                   | «El plató 3: L'escabetxada!» «TDWT Aftermath III: Aftermath Aftermayhem»                          | 27 de gener de 2011     | Sense anunciar             |
| Els fanàtics d'un drama total podeu saltar d'alegria perquè avui tenim un programa ple de megasorpreses! D'entrada, descobrirem que la Blaineley ha enviat la Bridgette a Sibèria. A en Geoff no li ha fet gens de gràcia, ja t'ho pots imaginar... I també serem testimonis d'unes proves brutals perquè un dels perdedors d'un drama total pugui tornar optar al milió de dòlars!!                 |                      |                                                                                                   |                         |                            |
| 71 | 19                   | «Les castanyes del Niàgara» «Niagara Brawls»                                                      | 3 de febrer de 2011     | Sense anunciar             |
| Després d'aterrar d'una manera molt tempestuosa a les cascades del Niàgara, els nostres participants rebran la notícia que els equips han quedat dissolts. I com que són a la capital mundial de les llunes de mel, en Chris els té preparats tot de matrimonis concertats! Avui les proves les faran en parelles... I quines proves! I quines parelles! Avui pot passar de tot!                     |                      |                                                                                                   |                         |                            |
| 72 | 20                   | «Fals festí xinès» «Chinese Fake-Out»                                                             | 10 de febrer de 2011    | Sense anunciar             |
| L'arribada a la Xina comença amb una cursa espectacular i superdura per la Gran Muralla. Els guanyadors podran anar amb en Chris a fer un dinar molt i molt especial, que serà la segona part de la competició! A més d'un li tocarà menjar larves Kung Pao, però sense vomitar, és clar! Avui només quedaran cinc concursants, i serà la bomba! Però sense connotacions positives!                  |                      |                                                                                                   |                         |                            |
| 73 | 21                   | «El safari africà de les mentides» «African Lying Safari»                                         | 24 de febrer de 2011    | Sense anunciar             |
| Els cinc concursants supervivents avui arriben a la preciosa Tanzània, el país de la plana del Serengueti, i de més de setanta espècies d'animals salvatges que et poden matar! La primera prova és una combinació terrorífica de futbol i de criquet. La segona, un safari africà amb una presa molt especial, l'animal més perillós i egocèntric de tots els animals: l'Ezequiel!                  |                      |                                                                                                   |                         |                            |
| 74 | 22                   | «Rapa Ui!» «Rapa-Phooey!»                                                                         | 2 de març de 2011       | Sense anunciar             |
| Ja només queden quatre concursants! Avui aniran a l'antiga illa de Pasqua, àlies Rapa Nui, i hauran de fer una cosa molt típica d'allà: robar ous! Tot seguit, els tocarà pujar al punt més alt de l'illa per unes coves subterrànies. La segona part de la prova ja és complica més. I és que s'han de tornar els ous a la mare còndor... que està superratllada!                                   |                      |                                                                                                   |                         |                            |
| 75 | 23                   | «Auu, Drumheller!» «Awwwwww, Drumheller»                                                          | 10 de març de 2011      | Sense anunciar             |
| Avui, els quatre concursants que sobreviuen arriben a Drumheller, a Alberta, patrimoni de la humanitat que té la col·lecció d'ossos de dinosaure més gran del planeta. D'entrada, els tocarà inventar-se el seu propi dinosaure. Més tard, trobar un barril de combustible enterrat per guanyar la immunitat i després... saber els tres finalistes! T'ho perdràs?!                                  |                      |                                                                                                   |                         |                            |
| 76 | 24                   | «El plató - Estil hawaià» «TDWT Aftermath IV: Hawaiian Style»                                     | 20 de març de 2011      | Sense anunciar             |
| Quan només falten dos episodis per donar el premi d'un milió de dòlars al finalista guanyador d'aquesta temporada, en Geoff i companyia ens ofereixen l'últim Plató, aquest cop des de les platges tropicals de Hawaii! Parlarem amb els expulsats, veurem filmacions inèdites, sabrem què li va passar a la Bridgette a Rússia i moltíssimes coses més! No t'ho perdis!                             |                      |                                                                                                   |                         |                            |
| 77 | 25                   | «Avions, trens i globus-mòbils» «Planes, Trains & Hot Air Mobiles»                                | 27 de març de 2011      | Sense anunciar             |
| Sense l'avió d'en Chris, que el va demolir la Sierra, els tres finalistes hauran d'anar fins a Hawaii, no se sap com, en una cursa que els pot valer un milió de dòlars. D'entrada, el primer destí és la platja de Tihuana, a la frontera mexicana. Els finalistes només poden utilitzar el seu enginy, i tot el que es trobin pel camí, és clar. Comença l'última cursa!                           |                      |                                                                                                   |                         |                            |
| 78 | 26                   | «Cop hawaià!» «Hawaiian Punch»                                                                    | 24 d'abril de 2011      | 22 de juny de 2011         |
| Ha arribat l'hora de la veritat! Avui sabrem qui s'endú el milió de dòlars a casa, però abans haurem de conèixer l'altre finalista. Qui s'enfrontarà a la Heather? L'Alejandro o en Cody?! I després, prepara't per al·lucinar mandonguilles amb el repte més letal de tota la història d'"Un drama total"! Els finalistes contra el volcà actiu de Kilauea!                                         |                      |                                                                                                   |                         |                            |

### Quarta temporada:Un drama total: la revenja de l'illa(2012)
| Núm. total | Núm. de la temporada | Títol                                                                                       | Data d'estrena original | Data d'emissió a Catalunya |
| --- | -------------------- | ------------------------------------------------------------------------------------------- | ----------------------- | -------------------------- |
| 79 | 1                    | «Més fort! Més dolent! Més brutal!» «Bigger! Badder! Brutal-er!»                            | 5 de gener de 2012      | 25 de juny de 2012         |
| Els tretze nous participants del reality més brutal de la història de la tele tornen al campament Wawanakwa, convertit ara en un abocador de residus tòxics, per sotmetre's als reptes més perillosos i escabrosos que s'han vist mai a "Un drama total"! La primera prova per aconseguir el milió de dòlars és tallar uns tòtems gegants i dur-los riu avall fins al campament!              |                      |                                                                                             |                         |                            |
| 80 | 2                    | «La veritat o el tauró mutant!» «Truth or Laser Shark»                                      | 12 de gener de 2012     | Sense anunciar             |
| Les Rates Tòxiques i els Cucs Mutants ja s'han començat a adaptar a la nova vida al campament Wawanakwa. També comencen a aparèixer les primeres aliances i desacords, i sobretot, els primers amors! El repte d'avui és un joc de preguntes que es diu "Et vull conèixer", amb preguntes personals desagradables per tots els concursants. I conseqüències potser encara més desagradables!  |                      |                                                                                             |                         |                            |
| 81 | 3                    | «Gel i més gel!» «Ice Ice Baby»                                                             | 19 de gener de 2012     | Sense anunciar             |
| En Mike per fi confessa que pateix un trastorn de personalitat múltiple, la qual cosa explicarà un munt de situacions inexplicables. Després de l'expulsió de la Dakota, el repte d'avui en deixarà glaçat més d'un. Es tracta d'escalar una muntanya amb material que guarda un escarabat mutant i després conquerir el fortí de gel de l'altre equip.                                       |                      |                                                                                             |                         |                            |
| 82 | 4                    | «La cacera del tresor» «Finders Creepers»                                                   | 26 de gener de 2012     | Sense anunciar             |
| Després de l'expulsió d'en B, els deu participants que queden vius es continuen sotmetent a reptes brutals amb més tensió que mai. La prova d'aquesta nit té la por com a lema, i tothom sap que la por se serveix... a les fosques! Comença una cacera que farà que més d'un acabi ben escagarrinat! Qui serà el següent concursant d'anar a la catapulta de la vergonya?                    |                      |                                                                                             |                         |                            |
| 83 | 5                    | «Traïdors a la vista!» «Backstabbers Ahoy!»                                                 | 2 de febrer de 2012     | Sense anunciar             |
| Continua l'emoció per aconseguir el milió de dòlars, amb més mala bava que mai! Avui cada equip haurà de recuperar un parell d'esquís aquàtics en una missió submarina, o morir intentant-ho! La segona part de la prova serà una cursa d'esquí aquàtic perillosíssima, amb explosius i tot! Qui serà el primer de cridar la mama?!                                                           |                      |                                                                                             |                         |                            |
| 84 | 6                    | «Un model fugitiu» «Runaway Model»                                                          | 9 de febrer de 2012     | Sense anunciar             |
| Després de l'expulsió de la Dawn, l'equip de les Rates Tòxiques s'ha quedat amb 4 components, tots nois. I després de saber que la prova d'avui és una desfilada de moda sembla que, d'entrada, estan en desavantatge. El que no saben encara és que es tracta d'una desfilada salvatge, i que els tocarà caçar un model mutant! Qui passarà, avui, per la catapulta de la vergonya?!         |                      |                                                                                             |                         |                            |
| 85 | 7                    | «És terrible, desaprofitar una mina!» «A Mine is a Terrible Thing to Waste»                 | 16 de febrer de 2012    | Sense anunciar             |
| El repte d'avui és trobar una estàtua d'en Chris amagada en una mina abandonada. D'entrada, sembla que és bufar i fer ampolles, però ho hauran de fer carregant unes motxilles de 25 quilos i en menys de 30 minuts. La mina és plena de residus tòxics i una sobreexposició pot ser fatal. Si no, que ho preguntin a la Dakota! Qui sobreviurà, avui? I qui desitjarà no haver sobreviscut?! |                      |                                                                                             |                         |                            |
| 86 | 8                    | «El tresor del doctor McLean» «The Treasure Island of Dr. McLean»                           | 23 de febrer de 2012    | Sense anunciar             |
| Avui els concursants supervivents s'han despertat mar endins i la primera prova és tornar com puguin a la costa, evitant, si és possible, els taurons i els calamars gegants. Tot seguit, els tocarà buscar un tresor enterrat, que són la Gwen i en Sam, que els han enterrat vius! Les Rates i els Cucs tenen els dies comptats... i avui més que mai!                                      |                      |                                                                                             |                         |                            |
| 87 | 9                    | «El gran premi del xef» «Grand Chef Auto»                                                   | 1 de març de 2012       | Sense anunciar             |
| Després que l'Scott fes servir l'estàtua de la invencibilitat i que la Dakota agafés la catapulta de la vergonya, arriba el dia de la fusió. S'han acabat els equips de les Rates i els Cucs! A partir d'ara és campi qui pugui, cadascú pel seu compte. I per celebrar-ho, una cursa de robar karts i fer grafitis, amb entrebancs i perills a dojo, com sempre!                             |                      |                                                                                             |                         |                            |
| 88 | 10                   | «Amunt, amunt i a volar amb el meu globus llastimós» «Up, Up & Away in My Pitiful Balloon»  | 8 de març de 2012       | Sense anunciar             |
| Quan ja només queden 5 concursants i la cosa està més tensa que mai, arriba el gran dia del combat aeri! Una cursa d'obstacles superperillosa amb cabres mutants voladores que treuen foc per la boca! Primer els tocarà construir-se una màquina voladora i després, salvar la vida com puguin i evitar la catapulta de la vergonya! S'acosta la gran final!                                 |                      |                                                                                             |                         |                            |
| 89 | 11                   | «Menjar i córrer» «Eat, Puke & Be Wary»                                                     | 22 de març de 2012      | Sense anunciar             |
| Avui en Cameron, la Zoey, en Lightning i l'Scott buscaran ser a la gran final, però abans hauran de passar pel concurs de cuina vomitiva que els té preparat el xef. En Chris s'agafarà el dia lliure, per motius que val més no comentar, i n'hi haurà algun que, a més de treure tots els budells, acabarà a la catapulta de la vergonya. Qui serà?!                                        |                      |                                                                                             |                         |                            |
| 90 | 12                   | «El franken-bosc encantat» «The Enchanted Franken-Forest»                                   | 29 de març de 2012      | Sense anunciar             |
| Després de l'expulsió de l'Scott, només queden vius en Cameron, la Zoey i en Lightning, que avui es juguen el pas a la final al bosc encantat del terror. La prova consisteix a córrer pel bosc mutant per trobar l'elusiva flor Chrisinus. El concursant que la trobi, guanyarà la immunitat i triarà qui s'endú a la gran final.                                                            |                      |                                                                                             |                         |                            |
| 91 | 13                   | «Cervell contra força bruta: l'últim enfrontament» «Brain vs. Brawn: The Ultimate Showdown» | 12 d'abril de 2012      | 3 de juliol de 2012        |
| Ha arribat el dia de la veritat! En Lighting contra en Cameron, cervell contra força bruta en un combat intens, humiliant i mortal per guanyar un premi en efectiu d'un milió de dòlars. L'última prova de la temporada és un combat cos a cos entre dos gladiadors, com sempre ple de sorpreses, és clar! No et perdis l'èpica final d'"Un drama total: la revenja de l'illa"!               |                      |                                                                                             |                         |                            |

### Cinquena temporada:Un drama total: els cracs/ Un drama total a l'illa de Pahkitew (2014)
| Part 1: Un drama total: els cracs |    |                                                                                |                        |                      |
| 92 | 1  | «Herois contra Malvats» «Heroes vs. Villains»                                  | 10 de setembre de 2013 | 5 de juny de 2019    |
| En Chris McLean torna a reunir una colla de concursants de les temporades anteriors i forma dos equips que hauran de lluitar en un nou repte ple d'emocions: trobar la clau que obre la porta d'un hotel balneari sota unes aigües infestades de taurons. El premi és passar una nit al balneari. Els dos equips són el dels Hàmsters Heroics, format per la Courtney, la Lindsay, la Sierra, en Mike, la Zoey, en Cameron i en Sam, i el dels Voltors Malvats, format per la Heather, l'Ezekiel, en Duncan, la Gwen, en Lightning, l'Scott i la Jo. |    |                                                                                |                        |                      |
| 93 | 2  | «L'amenaça malèfica» «Evil Dread»                                              | 17 de setembre de 2013 | Sense anunciar       |
| Els concursants es reuneixen a la platja per superar una prova que consisteix a desenterrar unes peces 3D d'un puzle per muntar un monument emblemàtic. Però el repte es complica molt perquè l'Alejandro no pot fer servir les cames, els altres membres de l'equip dels Malvats no es posen d'acord i no col·laboren els uns amb els altres, i els Herois fan el que poden, però en Sam cau i en Mike es dona un cop al cap. |    |                                                                                |                        |                      |
| 94 | 3  | «Salvant el soldat sangonera» «Saving Private Leechball»                       | 24 de setembre de 2013 | Sense anunciar       |
| A la prova d'avui, els Hàmsters Heroics i els Voltors Malvats han de fer una cursa pel bosc per trobar les armes de jugar a paintball i eliminar l'altre equip. L'equip amb més supervivents guanya. Però una prova que sembla senzilla es complica quan un heroi fa una maniobra malvada, i un malvat decideix comportar-se com un heroi. I, com sempre, un anirà a parar al vàter i un altre a l'Illa dels Ossos. |    |                                                                                |                        |                      |
| 95 | 4  | «Lluita llaminera» «Food Fright»                                               | 1 d'octubre de 2013    | Sense anunciar       |
| En aquest episodi, el repte que proposa en Chris és una combinació entre un concurs de menjar pancakes, que resulta que estan plens de trampes, i una cursa d'obstacles molt bèsties que remouen els estómacs acabats d'omplir dels participants. El gran objectiu és que aguantin sense vomitar. Mentrestant, salten espurnes entre la Courtney i l'Scott, en Duncan té una crisi de confiança i algú li destrossa el mòbil a la Sierra. |    |                                                                                |                        |                      |
| 96 | 5  | «Una mala lluna» «Moon Madness»                                                | 8 d'octubre de 2013    | Sense anunciar       |
| Els Hàmsters Heroics i els Voltors Malvats han de fer una cursa nocturna, però avui hi ha una lluna plena blava molt estranya que altera radicalment el comportament dels animals de l'illa: les bestioles més inofensives es converteixen en depredadors sanguinaris. La Heather i l'Alejandro no paren de barallar-se, en Cameron intenta evitar la pesada de la Sierra per ajudar en Mike amb el seu problema de personalitat múltiple i la Gwen cada vegada s'enyora més.                                                                        |    |                                                                                |                        |                      |
| 97 | 6  | «Ningú s'espera la jugada espanyola» «No One Eggspects the Spanish Opposition» | 15 d'octubre de 2013   | Sense anunciar       |
| En Chris s'emporta els dos equips a l'Illa dels Ossos, on hauran de superar una prova aterridora a l'anomenada Zona Divertida, que és de tot menys divertida. En Cameron, que ara és de l'equip dels Malvats, es fa amic de la Gwen, i la Heather per fi es fia prou de l'Alejandro per aliar-s'hi. La Zoey comença a dubtar si ha de confiar en en Mike perquè veu que la seva nova personalitat malèfica l'està dominant. |    |                                                                                |                        |                      |
| 98 | 7  | «Els idiotes de la boxa» «Suckers Punched»                                     | 22 d'octubre de 2013   | Sense anunciar       |
| En Chris, maquiavèl·lic com sempre, prepara un combat de boxa brutal entre els concursants i uns contrincants sorpresa que sortiran d'una Roda de l'Infortuni arreglada. Els concursants es veuran obligats a enfrontar-se als seus pitjors enemics. Per alguns, això significarà boxejar amb els temuts mutants de l'illa, però un dels cracs s'haurà d'enfrontar al seu pitjor malson i dues amigues íntimes es veuran obligades a pujar al ring juntes.                                                                                           |    |                                                                                |                        |                      |
| 99 | 8  | «Regateja com puguis» «You Regotta Be Kidding Me»                              | 29 d'octubre de 2013   | Sense anunciar       |
| A partir d'ara, a l'illa, els concursants ja no competiran per equips. Ja no guanyaran els Hàmsters Heroics o els Voltors Malvats, sinó que les proves tindran un únic guanyador individual. Avui es veuran les cares en una regata de vida o mort al voltant de l'illa. La Zoey posarà la seva vida en perill per rescatar en Mike del seu ater ego i en Duncan ordirà un pla malvat que serà literalment explosiu. |    |                                                                                |                        |                      |
| 100 | 9  | «Busca en Zeke i el trobaràs» «Zeek & Ye Shall Find»                           | 5 de novembre de 2013  | Sense anunciar       |
| Un drama total" arriba a l'episodi 100, però totes les celebracions que s'havien preparat queden aparcades perquè l'Ezekiel segresta en Chris per venjar-se. A partir d'aquí, el xef ha d'improvisar un nou repte per tots els concursants: trobar en Chris i salvar-lo. Pel camí, els protagonistes hauran de superar diversos obstacles, trampes, enganys i traïcions dels companys, i hi haurà sorpreses inesperades. |    |                                                                                |                        |                      |
| 101 | 10 | «La cursa d'obstacles assassins» «The Obsta-kill Course»                       | 12 de novembre de 2013 | Sense anunciar       |
| Els cracs es veuen obligats a superar les perilloses proves del camp de maniobres del xef en una cursa d'obstacles duríssima: els pneumàtics assassins, les cordes boges i les barres dentades no perdonen i els deixen a tots baldats i masegats. Mentrestant, les aliances creen unes tensions insuportables i els dos cracs més malvats s'enfronten en un combat despietat en què un diu la veritat i l'altre teixeix una teranyina de mentides.                                                                                                  |    |                                                                                |                        |                      |
| 102 | 11 | «Gelat enfangat» «Sundae Muddy Sundae»                                         | 19 de novembre de 2013 | Sense anunciar       |
| En aquest episodi, els últims cinc concursants d'"Un drama total" s'han d'enfrontar a un repte molt pelut: han d'anar a les zones més perilloses de l'illa per trobar els ingredients necessaris per preparar un deliciós gelat de nata, fruits secs i fruita. Mentrestant, totes les relacions entre els concursants trontollen perquè descobreixen l'estratègia secreta que tenia un d'ells per arribar a la victòria final. |    |                                                                                |                        |                      |
| 103 | 12 | «Botins per tots els gustos» «The Bold & the Booty-ful»                        | 26 de novembre de 2013 | Sense anunciar       |
| S'acosta la gran final i només queden quatre concursants. Les múltiples personalitats d'en Mike continuen complicant el joc i enverinant les relacions. En Chris, despietat com sempre, envia els concursants a buscar un botí pirata per guanyar-se un lloc a la gran final. L'Scott s'haurà de tornar a enfrontar al seu enemic, el temible Ullal, i les proves que hauran de superar els seus col·legues tampoc seran gens fàcils. |    |                                                                                |                        |                      |
| 104 | 13 | «El dia del naufragi final» «The Final Wreck-ening»                            | 3 de desembre de 2013  | Sense anunciar       |
| En aquest episodi, arribem a la final de la competició. Només queden la Zoey i en Mal, però tots dos tindran ajuda per intentar aconseguir la victòria en la prova més horrible de totes: conquerir un castell salvant l'obstacle de tres fosses mortals i desclavar una espasa d'una roca. Un canvi de normes provocarà el caos total, a dins del cap d'en Mike hi haurà la lluita definitiva entre les seves personalitats i l'aventura s'acabarà amb un desastre inesperat per tothom.                                                            |    |                                                                                |                        |                      |
| Part 2: Un drama total a l'illa de Pahkitew |    |                                                                                |                        |                      |
| 105 | 14 | «Ep, això és el meu equip?» «So, Uh, This Is My Team?»                         | 7 de juliol de 2014    | 27 de juny de 2019   |
| Al primer episodi d'aquesta temporada, catorze concursants nous salten d'un zepelí amb una motxilla que en principi ha de dur un paracaigudes però que potser duu una altra cosa, i aterren a l'illa de Pahkitew. La primera prova consisteix a buscar o a construir un lloc per viure-hi, i l'equip que perdi haurà de decidir quin dels seus membres envia cap a casa. |    |                                                                                |                        |                      |
| 106 | 15 | «T'estimo, porc greixós!» «I Love You, Grease Pig!»                            | 7 de juliol de 2014    | 28 de juny de 2019   |
| En aquest episodi, els dos equips s'han d'enfrontar en una cursa d'obstacles de relleus que té dues peculiaritats: la primera és que tot el circuit d'obstacles està recobert de greix, i la segona és que el testimoni que s'han de passar és un porc viu. Els concursants, per guanyar la prova, hauran d'evitar les patinades i fer arribar el porc fins a la meta. |    |                                                                                |                        |                      |
| 107 | 16 | «Guerra de germanes» «Twinning Isn’t Everything»                               | 8 de juliol de 2014    | 1 de juliol de 2019  |
| En aquest episodi, els dos equips del concurs s'enfronten en una guerra de globus. Malauradament per als concursants, els globus no estan plens d'aire, sinó de materials perillosos, dolorosos o fastigosos. Per una banda, l'Amy i la Samey intensifiquen les seves diferències personals, i per una altra banda, en Dave comença a flirtejar amb la Sky. |    |                                                                                |                        |                      |
| 108 | 17 | «M'estimes, o m'estimbes?» «I Love You, I Love You Knots»                      | 9 de juliol de 2014    | 2 de juliol de 2019  |
| En Chris sotmet els concursants a una prova que es diu "Veritat o ensurt". A cada concursant li pot tocar haver de respondre una pregunta compromesa amb la veritat, o haver de superar una prova perillosa, dolorosa o fastigosa. Mentrestant, en Dave i la Sky continuen flirtejant, la Samey es fa passar per l'Amy i en Rodney continua convençut que totes les concursants estan enamorades d'ell. |    |                                                                                |                        |                      |
| 109 | 18 | «El passat sempre torna» «A Blast from the Past»                               | 10 de juliol de 2014   | 3 de juliol de 2019  |
| Els dos equips s'enfronten en una prova en què han de recollir uns bastons corrent per una plataforma i, al mateix temps, mirar de fer caure l'adversari a l'aigua. L'Ella es fica entre la Sky i en Dave, en Max mira d'aliar-se amb la Scarlett i la Jasmine rep les conseqüències de l'obsessió pels zombis d'en Shawn. |    |                                                                                |                        |                      |
| 110 | 19 | «Micos que fan el mico» «Mo’ Monkey, Mo’ Problems»                             | 11 de juliol de 2014   | 4 de juliol de 2019  |
| En Dave continua sospirant per la Sky, i la Sugar continua maquinant i anant a la seva. Mentrestant, en Chris torna a desafiar els concursants amb proves complicades. La d'avui és "L'atac de l'snack", que els obligarà a fer una gimcana pel bosc empaitant uns micos que es resisteixen a donar-los les monedes que els permetran guanyar. Però l'os, que també participa a la prova, ho complica tot i, indirectament, provoca l'expulsió d'una concursant que no s'ho mereix.                                                                  |    |                                                                                |                        |                      |
| 111 | 20 | «Hem tocat fons» «This is the Pits!»                                           | 14 de juliol de 2014   | 5 de juliol de 2019  |
| La prova d'avui consisteix a llançar els concursants al fons d'una cova perquè trobin la sortida pel seu compte. En Dave i la Sky continuen flirtejant, però la Sugar, que té por que s'aliïn contra ella, mira de posar-los bastons a les rodes. La Jasmine, que normalment tan decidida, resulta que té claustrofòbia i no suporta estar tancada a la cova. Per la seva banda, la Scarlett comença a estar tipa d'en Max. |    |                                                                                |                        |                      |
| 112 | 21 | «Tres zones i un nadó» «Three Zones & a Baby»                                  | 14 de juliol de 2014   | 8 de juliol de 2019  |
| En aquest episodi, els dos equips es tornen a enfrontar en una prova repartida en tres zones de l'illa plenes de perills. La primera part es diu "El dinar de l'os", la segona "La pasta que empasta" i a la tercera, el perill són unes allaus. Després d'haver canviat d'equip, la Sky decideix que donarà prioritat als seus companys per davant d'en Dave, que tindrà un bon disgust. |    |                                                                                |                        |                      |
| 113 | 22 | «Fet a amagar i vomitar» «Hurl & Go Seek»                                      | 15 de juliol de 2014   | 9 de juliol de 2019  |
| En aquest episodi, els set concursants que queden s'ajunten en un sol grup. La primera prova consisteix a menjar-se un àpat fastigós. El que acabi primer tindrà immunitat i haurà de buscar els altres en un joc de fet i amagar. En Dave perd els papers perquè la Sky no el vol, i al final, en Shawn es guanya el respecte de la Jasmine. |    |                                                                                |                        |                      |
| 114 | 23 | «La febre Scarlettina» «Scarlett Fever»                                        | 16 de juliol de 2014   | 10 de juliol de 2019 |
| El sistema d'autodestrucció de l'illa s'activa i en Chris decideix que la prova que hauran de superar els concursants consistirà a accedir a la sala de control i desactivar el compte enrere. L'Sky i la Sugar formen un equip, mentre que la Jasmine i en Shawn mostren els sentiments que tenen l'un per l'altre. Però l'autèntica sorpresa que ningú s'espera la donarà l'Scarlett. |    |                                                                                |                        |                      |
| 115 | 24 | «Aquí caic, aquí m'aixeco» «Sky Fall»                                          | 17 de juliol de 2014   | 11 de juliol de 2019 |
| Els quatre últims concursants competeixen en una cursa fins al cim d'una muntanya. Qui hi arribi primer i agafi la bandera que hi ha al capdamunt aconseguirà la immunitat, mentre que l'última persona que travessi la meta se'n tornarà cap a casa. L'Sky i la Sugar formen una aliança per derrotar la Jasmine i en Shawn, però tindran una relació difícil, que encara es complicarà més pels problemes digestius de la Sugar. |    |                                                                                |                        |                      |
| 116 | 25 | «Talent a dojo» «Pahk’d with Talent»                                           | 18 de juliol de 2014   | 12 de juliol de 2019 |
| La gran final s'acosta i només queden tres contrincants. En Chris, que cada dia vol fer patir més els concursants, els diu que cadascun s'ha d'inventar una prova que els permetrà sumar punts segons la posició en què l'acabin. L'Sky proposa una cursa d'obstacles, en Shawn s'inventa una cursa per sobre dels arbres i la Sugar vol fer un concurs de talents. D'entrada, tot sembla molt senzill, però, com sempre, hi ha perills ocults i inesperats que ho compliquen tot.                                                                   |    |                                                                                |                        |                      |
| 117 | 26 | «Mentides, plors i un gran premi» «Lies, Cries & One Big Prize»                | 18 de juliol de 2014   | 15 de juliol de 2019 |
| Arriba el dia de la gran final i en Chris desferma tota la seva maldat i castiga els dos finalistes amb les proves més dures del concurs. Els obligarà a fer una cursa desenfrenada fins a l'altra banda de l'illa, amb descensos vertiginosos i bassals plens de fang i, per postres, els imposarà uns ajudants sorpresa que l'únic que faran serà posar-los bastons a les rodes en una final perillosa com poques. |    |                                                                                |                        |                      |

### Spin-off: Un drama total presenta: La cursa absurda (2015)
| Núm. | Títol                                                                                         | Data d'estrena original | Data d'emissió a Catalunya |
| --- | --------------------------------------------------------------------------------------------- | ----------------------- | -------------------------- |
| 1 | «Cap equip eliminat, en continuen divuit (1a part)» «None Down, Eighteen to Go – Part 1»      | 4 de gener de 2016      | 16 de juliol de 2019       |
| Comença una altra temporada del reality show televisiu Un drama total. Aquest cop, el concurs consisteix en una cursa de 18 equips per tot el món que té de premi un milió de dòlars. Entre els concursants hi ha professionals dels realities, patinadors sobre gel, bloguers de moda, rockers, científiques, gòtics, jugadors de rol, surfistes, veganes, un pare i un fill, una mare i una filla, unes germanes, uns germanastres... |                                                                                               |                         |                            |
| 2 | «Cap equip eliminat, en continuen divuit (2a part)» «None Down, Eighteen to Go – Part 2»      | 5 de gener de 2016      | Sense anunciar             |
| Els divuit equips que hi ha s'han d'embarcar en tres vols diferents i anar al Marroc. Un cop allà, l'últim equip que arribi a la Zona de Relax quedarà eliminat del concurs. La pressió de quedar eliminats farà sorgir les primeres friccions entre els membres dels equips. Quin equip serà el primer que quedarà eliminat de La cursa absurda?                                                                                       |                                                                                               |                         |                            |
| 3 | «El formatge francès és una caricatura» «French is an Eiffel Language»                        | 6 de gener de 2016      | Sense anunciar             |
| Un cop eliminada la primera parella, les disset que queden al Marroc han d'anar en ciclomotor fins a l'aeroport i agafar un avió cap a París, on hauran de superar més proves per no quedar eliminats. Primer hauran de fer una caricatura del company d'equip i després, hauran de trobar uns formatges en unes catacumbes i fer-los servir de rai per navegar pel Sena fins al Museu del Louvre.                                      |                                                                                               |                         |                            |
| 4 | «El blues nostàlgic del Mediterrani» «Mediterranean Homesick Blues»                           | 7 de gener de 2016      | Sense anunciar             |
| Els setze equips que queden han de sortir de París i agafar un tren fins a Calanque de Maubois, un poble de la costa mediterrània francesa. Un cop allà, hauran de nedar amb taurons, construir una rèplica del palau de Versalles amb sorra i navegar amb llanxa motora fins a Islàndia, punt final de l'etapa del dia. Quin equip quedarà eliminat?                                                                                   |                                                                                               |                         |                            |
| 5 | «El joc del telèfon» «Bjorken Telephone»                                                      | 11 de gener de 2016     | Sense anunciar             |
| Els quinze equips que queden són a Islàndia, on hauran d'agafar un autobús fins a un camp de guèisers, escoltar una frase en islandès, memoritzar-la i dir-la a una noia de l'illa perquè, si la diuen bé, els doni les instruccions de la prova següent. En aquesta altra prova, hauran de triar entre treure un fòssil de la paret d'una cova de glaç i atipar-se en un autèntic banquet islandès.                                    |                                                                                               |                         |                            |
| 6 | «Dolor a la selva del Brasil» «Brazilian Pain Forest»                                         | 12 de gener de 2016     | Sense anunciar             |
| Els quinze equips que queden s'han de separar en dos grups i anar d'Islàndia al Brasil segons l'ordre en què van acabar la prova anterior. Però al primer avió se li punxa una roda per culpa d'en Dwayne pare i el segon avió acaba arribant al Brasil abans que el primer. A les proves d'aquest episodi hi ha formigues verinoses, un barranc, una disfressa de carnaval i un vol en ala delta.                                      |                                                                                               |                         |                            |
| 7 | «Cargol treu banya, vine a Transsilvània» «A Tisket, a Casket, I'm Gonna Blow a Gasket»       | 13 de gener de 2016     | Sense anunciar             |
| Ja només queden catorze equips en cursa, i l'etapa del dia comporta un canvi dràstic d'escenari. De la platja de Copacabana, els concursants aniran a Transsilvània, terra del terror per excel·lència i llar del mític comte Dràcula. Les proves del dia aniran en sintonia amb l'escenari: amb el castell de Dràcula, taüts, cementiris, enterramorts, etc.                                                                           |                                                                                               |                         |                            |
| 8 | «Ruïna de mel a Hawaii» «Hawaiian Honeyruin»                                                  | 14 de gener de 2016     | Sense anunciar             |
| Els tretze equips que continuen en cursa marxen de la tètrica Transsilvània i se'n van a Hawaii, un paradís de sol i platja que no engresca gaire la parella de gòtics. Un cop allà, els concursants hauran de fer una capbussadeta per agafar uns anells de compromís que hi ha escampats pel fons del mar. I després hauran d'anar a la Zona de Relax caminant descalços per sobre d'un caminet de brases incandescents.              |                                                                                               |                         |                            |
| 9 | «Que guai que és Dubai» «Hello & Dubai»                                                       | 18 de gener de 2016     | Sense anunciar             |
| Després de la ronda no eliminatòria de Hawaii, els tretze equips que continuen a la cursa se'n van a Dubai, un paradís de luxe, illes artificials i centres comercials impressionants. I també és on hi ha l'únic hotel de set estrelles del món, un edifici altíssim on els concursants hauran de triar entre una prova de tenis a la pista que hi ha al terrat o netejar tota una columna de vidres de la façana.                     |                                                                                               |                         |                            |
| 10 | «A Pequín hi falta gent... o no» «New Beijinging»                                             | 19 de gener de 2016     | Sense anunciar             |
| Dels divuit equips que van començar la cursa ja només en queden dotze, i ara hauran d'anar a Pequín, la capital de la Xina. Un cop allà un membre de cada equip haurà de preparar una broqueta amb especialitats de la cuina pequinesa i l'altre se l'haurà de menjar. Si és que pot. Després hauran de buscar la Zona de Relax a la Gran Muralla.                                                                                      |                                                                                               |                         |                            |
| 11 | «Rock congelat» «I Love Ridonc & Roll»                                                        | 20 de gener de 2016     | Sense anunciar             |
| Els concursants que queden en cursa volaran des de la Xina fins a Finlàndia, on hauran de superar unes proves típiques del país: resistir deu minuts en una sauna vestits i amb la màxima temperatura, travessar nedant un riu d'aigües gèlides i demostrar que saben tocar heavy-metal amb una guitarra d'aire. Quin equip quedarà fora de la cursa?                                                                                   |                                                                                               |                         |                            |
| 12 | «Si em va bé, vaig a Zimbàbue» «My Way or Zimbabwe»                                           | 21 de gener de 2016     | Sense anunciar             |
| Els equips que continuen a la cursa han d'anar de Finlàndia a Zimbàbue, però els patinadors sobre gel faran marrada per anar a Hawaii a llençar l'amulet de pedra de lava que han sabut que porta mala sort en lloc de bona. Un cop a Zimbàbue, els concursants hauran de superar unes quantes proves en un 'safari de fotos'. |                                                                                               |                         |                            |
| 13 | «Cadena patètica» «The Shawshank Ridonc-tion»                                                 | 25 de gener de 2016     | Sense anunciar             |
| A l'etapa d'avui, els equips que queden a la cursa se'n van a Austràlia, on els tancaran a Geelong, una presó que ara està abandonada però que s'havia considerat la més violenta del món. Cada cel·la té un truc per escapar-se'n i els concursants l'hauran de descobrir. Un cop fora, hauran de construir un rai i navegar fins a la Catifa de Meta.                                                                                 |                                                                                               |                         |                            |
| 14 | «Penjats al descampat» «Down & Outback»                                                       | 26 de gener de 2016     | Sense anunciar             |
| Els onze equips que queden a la cursa continuen a Austràlia, on hauran d'ajudar un pagès autòcton a combatre una amenaça molt gran. Cada equip haurà de capturar deu conills, però si troben un conill albí els comptarà com si en fossin deu de normals. Un cop superada aquesta prova, hauran d'anar a Nova Zelanda, que és on hi ha la Catifa de Meta.                                                                               |                                                                                               |                         |                            |
| 15 | «Tatuats a la cursa» «Maori or Less»                                                          | 27 de gener de 2016     | Sense anunciar             |
| Només queden nou equips a la cursa, la meitat dels que van començar. A l'episodi d'avui, els equips hauran d'agafar un tren de muntanya i després triar entre dues proves: o bé fer pònting i pescar amb les mans un peix del riu que corre per sota del pont, o bé fer la hakka, la tradicional dansa guerrera dels maoris neozelandesos.                                                                                              |                                                                                               |                         |                            |
| 16 | «El toro per les banyes» «Little Bull on the Prairie»                                         | 28 de gener de 2016     | Sense anunciar             |
| Els nou equips que continuen a la cursa marxen de Nova Zelanda i se'n van a l'altra punta del món: a Alberta, al Canadà. Allà, primer de tot, hauran de superar una prova gastronòmica que consisteix a menjar-se tota una olla de porc guisat amb mongetes. Llavors, amb la panxa plena, hauran de muntar el toro mecànic més perillós que hi ha i aguantar vuit segons sense caure ni sortir volant.                                  |                                                                                               |                         |                            |
| 17 | «El senyor de les anelles» «Lord of the Ring Toss»                                            | 1 de febrer de 2016     | Sense anunciar             |
| Els vuit equips que queden se'n van al cercle polar àrtic, on hi torna a haver una targeta d'instruccions amb un bumerang. Això vol dir que l'equip que trobi el bumerang podrà enviar un equip rival a repetir la primera prova, que consisteix a trobar una anella enterrada a la neu i encertar-la a l'ullal d'un narval. Un cop fet això, la segona prova és construir un iglú.                                                     |                                                                                               |                         |                            |
| 18 | «Tens verí?» «Got Venom»                                                                      | 2 de febrer de 2016     | Sense anunciar             |
| Des del cercle polar àrtic, els concursants han d'anar a Indonèsia repartits en tres avions..., però els narvals tenen uns altres plans. Un cop a Indonèsia, els equips hauran d'omplir un flascó de bava verinosa de dragó de Komodo i, un cop superada aquesta prova, hauran de buscar una catifa amb l'emblema de la Cursa Absurda. Quin equip quedarà eliminat?                                                                     |                                                                                               |                         |                            |
| 19 | «Buguis a les dunes» «Dude Buggies»                                                           | 3 de febrer de 2016     | Sense anunciar             |
| Un cop eliminats a Indonèsia els professionals dels realitys, els set equips que queden se'n van al desert de Nevada, on hauran de triar entre una prova en un circuit de buguis o un número de màgia en una gàbia on hi ha un lleó. Mentrestant, sembla que la flama de l'amor dels colomins es torna a encendre, i la de la Carrie amb en Devin va fent el seu curs.                                                                  |                                                                                               |                         |                            |
| 20 | «El conill suprem» «El Bunny Supremo»                                                         | 4 de febrer de 2016     | Sense anunciar             |
| Ja només queden set equips, que en aquest episodi aniran a Mèxic, on els esperen dues proves més. A la primera, un membre de cada equip s'ha de menjar un bitxo picant mentre el company salta d'un penya-segat al mar, des d'una alçada que dependrà del grau de picantor del bitxo que es mengi l'altre. Després hauran d'anar en burro a la Zona de Relax.                                                                           |                                                                                               |                         |                            |
| 21 | «Qui no s'arrisca no pesca» «Ca-Noodling»                                                     | 8 de febrer de 2016     | Sense anunciar             |
| Els sis equips que queden han d'anar al delta del riu Mekong, al Vietnam. Allà, per començar, hauran de fer dos equips per competir en una prova que consisteix a pescar peixos gat amb els dits. En un equip hi haurà els patinadors sobre gel, les cadets i els colomins, i a l'altre, els col·legues surfistes, els amics íntims i les germanes. Seran capaços de col·laborar entre ells?                                            |                                                                                               |                         |                            |
| 22 | «Un amor molt profund» «How Deep Is Your Love»                                                | 9 de febrer de 2016     | Sense anunciar             |
| Un cop eliminats els surfistes, només hi ha cinc equips que puguin guanyar el milió de dòlars. L'etapa d'avui d'aquesta cursa absurda els porta fins a Sibèria, on hauran de navegar pel gel en un veler de patins fins a un pou d'11.000 metres de fondària. Llavors, haurà de baixar un membre de cada equip fins al fons d'aquest pou per agafar una pilota i tornar a pujar.                                                        |                                                                                               |                         |                            |
| 23 | «Rarots en un tren» «Darjeel with It»                                                         | 10 de febrer de 2016    | Sense anunciar             |
| Després de passar per Sibèria, els cinc equips que queden se'n van a l'Índia, on hauran d'omplir un cabàs amb fulles de te. La calor, però, farà la cosa especialment difícil, sobretot per als colomins. Un cop superada aquesta prova, els concursants hauran d'anar en tren fins a la Zona de Relax, però els patinadors sobre gel miraran de posar bastons a les rodes als altres equips.                                           |                                                                                               |                         |                            |
| 24 | «L'últim tango a Buenos Aires» «Last Tango in Buenos Aires»                                   | 11 de febrer de 2016    | Sense anunciar             |
| Només queden quatre equips i l'etapa del dia els porta fins a l'Argentina, on d'entrada hauran de superar una prova que consisteix a ballar un tango. Hi ha concursants que no ho troben just, perquè en això de ballar, els patinadors sobre gel tenen avantatge. Un cop superat el tango, els equips hauran de mirar de capturar un emú amb una boleadora i dur-lo fins a la Catifa de Meta.                                          |                                                                                               |                         |                            |
| 25 | «Bahamarama»                                                                                  | 15 de febrer de 2016    | Sense anunciar             |
| Comença la final a quatre i els amics íntims han hagut de marxar per culpa d'un accident. Però tenien el dret de fer tornar un equip dels que ja estaven eliminats i han triat els col·legues surfistes. La primera etapa de la gran final els porta a les Bahames, on un membre de cada equip haurà d'entrar en una cova submarina a buscar unes monedes d'or.                                                                         |                                                                                               |                         |                            |
| 26 | «Un milió de maneres de perdre un milió de dòlars» «A Million Ways to Lose a Million Dollars» | 15 de febrer de 2016    | Sense anunciar             |
| Arriba l'últim dia de la gran final de la Cursa Absurda i només queden tres equips: les cadets de policia, els patinadors sobre gel i els col·legues surfistes. En aquesta última etapa, els concursants hauran d'agafar un avió per anar a Nova York i, un cop allà, hauran de pujar les escales de l'Empire State, agafar una maleta i anar fins Central Park a buscar la combinació que l'obri. Qui guanyarà?                        |                                                                                               |                         |                            |

### Spin-off: Un dramarama total (2018-2023)
| Núm. | Nom                                      | Resum |
| ---- | ---------------------------------------- | --- |
| 1    | El conducte de la felicitat              | L'Owen es presenta a la guarderia amb una bola de goma. Com que està prohibit portar joguines de casa, el Xef l'hi confisca i la tanca al seu despatx. En Duncan organitza un equip per anar a recuperar-la passant pels conductes de ventilació, però en realitat el que vol és escapar-se de la guarderia. |
| 2    | La gallina assassina                     | Un zoo infantil mòbil visita la guarderia i els nens s'ho passen molt bé amb els animals. En Jude es fa molt amic d'una gallina que, després que el zoo mòbil ja se n'hagi anat, es cola a la guarderia i s'hi vol quedar. Però resulta que l'animal no és tan dòcil com sembla, i en Jude tindrà molts problemes per controlar-lo. |
| 3    | La pretendenta                           | El Xef està molt deprimit perquè la seva nòvia l'ha deixat i els nens en paguen les conseqüències. Perquè, si està de mal humor, no els dona mai pizza per dinar i els imposa una dieta de verdures. Els nens n'estan una mica tips i se'ls acut un pla per buscar-li una pretendenta al Xef a veure si així recupera el bon humor. Però, com sempre, les coses es compliquen una mica.                                                                                     |
| 4    | Un suc deliciós                          | Els nens li demanen al Xef que els expliqui un conte i ell surt del despatx amb el seu suc preferit: el suc del pegàs de l'arc iris. Quan se'n va un moment a buscar les ulleres de llegir, l'Izzy i en Jude es desafien mútuament i se'l beuen. Quan el Xef torna i veu que el suc no hi és, es posa molt nerviós i els nens han d'elaborar un pla per anar-n'hi a comprar un altre sense que se n'adoni.                                                                  |
| 5    | La fàbrica de microbis                   | La Leshawna s'ha quedat a casa perquè està malalta i els nens decideixen trucar-la des de la guarderia per animar-la. Quan els diu que es passa el dia amb pijama, menjant gelats i mirant la tele, en Duncan té la pensada de posar-se malalt expressament per estalviar-se d'anar a la guarderia. |
| 6    | Els quatre cantons                       | Avui l'Izzy ha portat un pastís a la guarderia i el Xef el guarda a la nevera per repartir-lo a l'hora de plegar. En Duncan, la Beth i la Leshawna decideixen fer-se molt amics de l'Izzy perquè els doni els cantons del pastís, que són les parts més bones. Per aconseguir-los, hauran d'aguantar tots els jocs que els proposi ella, que té uns gustos una mica estranys.                                                                                               |
| 7    | Operació cucurutxo                       | L'Owen està molt content perquè arriba l'època de la furgoneta dels gelats i ha estalviat per comprar-ne un de xocolata. Quan està a punt de comprar-lo, perd les monedes i es desespera. En Noah li suggereix que munti un negoci per guanyar diners i decideix que farà favors als seus amics a canvi d'un dòlar. Però ho haurà de fer a contrarellotge, perquè la furgoneta dels gelats té un horari molt estricte.                                                      |
| 8    | No sense els meus bombons                | L'Owen s'adona que ha perdut els bombons de toffee i es comença a desesperar. En Noah el tranquil·litza i l'ajuda a localitzar-los. Resulta que s'han quedat a fora, però no els poden anar a buscar perquè la porta està tancada i el Xef no els pot obrir. Llavors, els nens s'empesquen un pla per rescatar-los. L'Izzy roba un dron militar i el fa venir a la guarderia. Però l'exèrcit ho detecta i hi envia un destacament.                                          |
| 9    | La manaire                               | La Courtney és una fanàtica de les normes i sempre li diu a tothom com ha de fer les coses. En Duncan, tip de sentir-la sempre manant, la desafia a aguantar tot un dia sense dir-li a ningú el que ha de fer. Ella de seguida accepta el repte, però li farà falta molta força de voluntat per aguantar les provocacions dels seus companys i superar-lo. |
| 10   | El peix invencible                       | Per ensenyar-los a ser responsables, el Xef encarrega als nens de la guarderia que cuidin un peix. Com que és el primer animal que cuiden, no hi tenen gaire traça i se'ls mor. El Xef decideix canviar-lo per un altre d'igual, sense dir res, i ho va fent així cada vegada que el peix sucumbeix a les barrabassades dels nens. Al final, s'acaben pensant que tenen un peix invencible.                                                                                 |
| 11   | El Frankfurt extraterrestre              | L'Owen i en Noah juguen amb uns walkie-talkies i el Xef està a punt d'enxampar-los. En Noah s'amaga el seu a la butxaca, però l'Owen, que no té butxaques, l'ha d'amagar a la carmanyola, amb el frankfurt amb xili que ha portat per dinar. Quan en Harold sent una veu que surt de la carmanyola, es pensa que el frankfurt és un extraterrestre. |
| 12   | Compartir és estimar                     | Avui els nens han de portar una joguina i ensenyar-la als seus companys. Quan la Courtney fa la seva presentació, ensenya la joguina de moda, la que volen tots els nens. El Xef ho aprofita per parlar de la importància de compartir i li demana a la Courtney que comparteixi la joguina amb els altres, però ella no n'acaba d'estar gaire convençuda. |
| 13   | Qui té nas es moca                       | La Courtney ha portat una casa de nines a la guarderia per ensenyar-la als seus companys. Quan es prepara per fer la presentació, s'adona que li ha desaparegut un sofà. Com que no el troba enlloc, es posa molt nerviosa, perquè creu que sense el sofà no podrà fer la presentació de la casa. El que no sap és que la Beth se l'ha ficat al nas. |
| 14   | La cosa pinta malament                   | A la Leshawna li han tocat dues entrades per anar a un parc d'atraccions. Per decidir quin company de la guarderia l'hi acompanyarà, decideix organitzar una batalla amb globus de pintura. Qui guanyi, s'emportarà l'entrada, encara que potser resulti que no és l'acompanyant més ideal per passar un bon dia. |
| 15   | Maleïts marrecs                          | En Noah i l'Owen juguen a un videojoc molt difícil i guanyen la partida. De cop i volta, es presenta un coronel de l'exèrcit amb un tanc i li proposa a en Noah d'ingressar al cos dels milimarrecs. Per ser-ne membre, però, abans ha de passar unes proves d'ingrés. En Noah s'hi presenta i l'Owen es posa molt trist perquè té por de perdre el seu millor amic. Finalment, en Duncan el convenç d'anar a sabotejar-li les proves perquè no l'acceptin.                 |
| 16   | Les formigues amigues                    | Els nens estan molt avorrits i, quan el Xef els fa sortir a fora el pati, la Beth descobreix un formiguer. Tot i que ella i l'Owen s'entusiasmen perquè els agraden els insectes, a la Leshawna li fan molta por i vol que aixafin les formigues. Entre tots, hauran de decidir què fan, però no es posen d'acord i la cosa acaba amb una persecució una mica accidentada.                                                                                                  |
| 17   | Per llepar-se'n els dits                 | El Xef els demana als nens que cadascú munti un negoci per aprendre a valorar els diners. En Noah i l'Owen munten una parada de galetes aprofitant una recepta molt bona de la iaia d'en Noah. Quan es posen a vendre-les, descobreixen que hi ha un ingredient que les fa especialment bones. Però és tan peculiar, que l'han de mantenir en secret com sigui. I a l'Owen, això de guardar secrets li costa una mica.                                                      |
| 18   | Els caçadolents                          | Després de veure una pel·lícula, l'Owen, l'Izzy, la Beth i en Jude decideixen jugar a superherois. Formen un equip amb el nom dels Caçadolents, però les coses no són tan fàcils i no troben cap dolent per combatre. Al final l'Izzy s'empesca una solució de la manera més inesperada. |
| 19   | Gelat de tigre                           | Fa dies que plou i el Xef està desesperat perquè els nens han d'estar tancats a la guarderia, estan molt esverats i s'ha de passar l'estona vigilant-los. Com que necessita temps per fer les seves coses, se li acut un joc molt enginyós: el joc del silenci. Els diu que, si aconsegueixen estar callats durant una hora, els comparà un gelat. I, afortunadament per ell, l'hora s'allarga una mica més del previst.                                                    |
| 20   | Quin embolic                             | El Xef s'emporta els nens a passar el dia al museu. N'hi ha uns quants que hi van de mala gana perquè tenen un mal record de les últimes visites que hi han fet per culpa d'en Duncan, que sempre els espanta. Aquest cop, el Xef els promet que només aniran a visitar la sala de la terrissa, però, quan hi són, uns quants s'escapen i fan totes les trapelleries possibles, com ara despertar una mòmia.                                                                |
| 21   | Una ninjustícia per en Harold            | En Harold vol ser el ninja de la classe, però un dia els nens veuen que la Beth és molt més àgil que ell i, ben mirat, sembla molt més ninja. Finalment, després de donar-hi unes quantes voltes, acorden que el títol de ninja de la classe es decidirà en una competició entre en Harold i la Beth. Qui serà el que es mereixerà el títol? |
| 22   | Castigats al racó de jugar               | El Xef envia l'Owen al racó de pensar per primera vegada per haver fet una malesa. Al racó s'hi troba en Duncan, que li explica que ha fet un túnel per escapar-se cap a un centre comercial abandonat ple de jocs. L'Owen s'ho passa tan bé, que decideix portar-se malament perquè l'enviïn més sovint al racó de pensar i així poder-se escapar a jugar amb en Duncan.                                                                                                   |
| 23   | Un singlot pesadot                       | La Bridgette s'empassa un cuc sense voler i va a veure el Xef per demanar-li que li doni alguna cosa que li faci passar el mal gust de boca que li ha quedat. Ell, a contracor, li dona una gasosa i, un cop se l'ha pres, li agafa singlot. A partir d'aquell moment ho intentaran tot per fer-l'hi passar, però no se'n sortiran tan fàcilment. |
| 24   | El plàtan i el formatge                  | El Xef els diu als nens que un grup infantil molt famós, els Plàtan i Formatge, aniran a actuar a la guarderia. Gairebé tots es posen molt contents, menys la Gwen, en Noah i en Duncan, que posa el crit al cel. Amb l'excusa que no li agraden gens, els demana a en Noah i la Gwen que l'ajudin a impedir que els cantants arribin a la guarderia. El que no els explica és que té un secret inconfessable.                                                              |
| 25   | L'última insígnia                        | La Courtney és del grup escolta de les exploradores i només li falta una insígnia per tenir-les totes: la de fer noves amistats. Buscant algú a la guarderia per fer una nova amistat, descobreix que l'única persona de qui encara no és amiga és la Gwen, que li posarà una mica difícil l'objectiu de guanyar la insígnia. |
| 26   | La gran nevada                           | L'hivern arriba de cop i volta a la guarderia amb una gran nevada que sorprèn tots els nens i nenes, que no s'ho esperaven i encara no van prou abrigats. L'excepció és l'Owen, que sí que va ben equipat, perquè estrena una granota d'esquí. Però resulta que té un problema: no se la pot treure perquè se li ha encallat la cremallera. |
| 27   | Un simulacre molt complet                | Una dona del cos de bombers va a la guarderia a fer una xerrada sobre les mesures de seguretat que s'han de seguir per evitar incendis. Després fa tot de preguntes als nens i els diu que qui les respongui bé totes serà el bomber de la classe. La Courtney és la guanyadora i es pren la feina tan seriosament que martiritza els seus companys amb les seves mesures de seguretat. En Duncan li té molta enveja i intenta prendre-li el càrrec, però no és gens fàcil. |
| 28   | Les joguines sempre seran joguines       | La Courtney decideix que es farà famosa a les xarxes socials i grava una sèrie de vídeos didàctics per penjar-los a internet. Quan l'Owen, en Jude i en Harold ho descobreixen, s'ofereixen a ajudar-la, però ella els diu que no li fa cap falta. Llavors, els nens decideixen que faran els seus propis vídeos i fan una juguesca amb la Courtney a veure qui tindrà més "m'agrada". Els seus vídeos són molt més esbojarrats i el resultat és sorprenent.                |
| 29   | La comèdia de les lesions                | La Beth un bon dia arriba a classe amb el canell embenat i tots els companys l'omplen de regals, li fan favors i la cuiden molt bé. El que no saben és que, en realitat, ja el té curat, però encara no s'ha tret la bena. Quan la Leshawna ho descobreix, decideix fer com la Beth i fingir una lesió perquè els seus companys també la tractin com una reina. |
| 30   | Una nena gòtica i una princesa           | La Gwen es troba a la motxilla la Princesa Penèlope, una caniche rosa de peluix que tenia de petita. No vol que ningú descobreixi que és seva, perquè li destrossaria la reputació de nena sinistra. El problema és que, quan els altres nens li agafen la Princesa Penèlope, la Gwen s'adona que encara se l'estima i intenta recuperar-la com sigui de manera dissimulada.                                                                                                |
| 31   | Un xiclet molt enganxós                  | La Beth menja xiclet sense que la vegi ningú perquè una de les normes del Xef és que a la guarderia està prohibidíssim menjar-ne. Quan el vol amagar, sense voler l'enganxa als cabells de la Leshawna, que va molt mudada i ben pentinada per anar a celebrar l'aniversari de la seva àvia. La Beth té molta por de confessar que ha sigut ella i tot s'acaba complicant de mala manera.                                                                                   |
| 32   | La invasió dels ultramocs                | És un dia molt especial a la guarderia perquè el Xef ha de fer la foto de cada any als nens, que van ben mudats per l'ocasió. Però just abans de començar la sessió, un plat volador aterra a la porta i en surten uns cucs alienígenes que es volen apoderar del món. Entren a la guarderia i es fiquen a dins del nas del Xef i alguns nens per controlar-los. |
| 33   | La crema de joguines                     | La Beth veu a la tele un anunci del Cavall Que Fa De Tot, que és un cavall de joguina que es converteix en vaixell, en cotxe i en coet i que, com el seu nom indica, fa absolutament de tot. El Xef d'entrada es nega a comprar-lo, perquè ja tenen moltes joguines. Però la Beth, per obligar-lo a comprar-ne un per la guarderia, convenç els altres perquè cremin tots els joguets que ja tenen.                                                                         |
| 34   | El conte de la Gwen                      | El Xef els llegeix un conte als nens, però quan està a punt d'acabar descobreix que falta l'última pàgina. Com que s'han quedat tots molt intrigats per saber com s'acaba, la Gwen decideix inventar-se un final terrorífic amb un monstre anomenat Morgorax. El que no s'espera és que el seu final inventat es tornarà una realitat. |
| 35   | El monstre de moc                        | La Beth decideix fer moc de joguina a la guarderia. Com que no sap els ingredients que fan falta, s'inventa una fórmula estranya i acaba creant un monstre de moc que d'entrada sembla inofensiu, però que al final acaba menjant-s'ho tot, fins i tot els nens de la guarderia. |
| 36   | Un bon consell no té preu                | L'Izzy està convençuda que la seva veritable vocació és donar consells als altres i munta una parada per oferir-ne gratuïtament a tothom. Els seus companys de seguida hi acudeixen i, d'entrada, sembla que les idees de l'Izzy funcionen. Però en Duncan, que sap que la noia està una mica grillada, té els seus dubtes. |
| 37   | El conillet de pasqua malvat             | A la guarderia hi ha en Saltador, un conillet de peluix que el Xef treu cada any per Pasqua. La Beth fa unes destrosses i en dona la culpa al conillet. Quan el Xef fa veure que s'ho creu, els nens comencen a carregar-li les culpes al conillet de totes les maleses que fan. |
| 38   | La fugida d'en Duncan                    | El Xef porta els nens d'excursió. Van tots agafats a una corda i en Duncan ho aprofita per tallar-la i escapar-se, però es queda lligat a la Beth i en Cody i els ha de cuidar tot el dia. Per la seva banda, el Xef i els altres nens tampoc es pot dir que tinguin un dia ideal. |
| 39   | La princesa i el drac                    | Una actriu disfressada de princesa visita la guarderia i parla del seu país màgic, Purpurilàndia, on viu un drac. En Duncan i l'Izzy s'amaguen a l'equipatge de l'actriu per fugir de la guarderia, però la maleta cau del cotxe i es troben al carrer, en plena tempesta. |
| 40   | L'Owen queda hipnotitzat                 | En Harold llegeix en una revista un article sobre hipnosi i es pensa que sap hipnotitzar la gent. Quan ho prova a la guarderia amb en Duncan, no se n'acaba de sortir, però al final els seus suposats poders tindran uns efectes inesperats. |
| 41   | En Simon té l'última paraula             | A la guarderia juguen a "en Simon diu", un joc que consisteix a fer el que digui el Xef, però només si comença la frase dient "en Simon diu". L'Izzy es pren el joc tan seriosament que en Duncan i la Leshawna se n'aprofiten perquè els faci tota mena de favors. Però n'abusen tant, que la cosa es descontrola. |
| 42   | La mare de totes les targetes            | L'endemà del dia de la mare, el Xef s'adona que s'ha descuidat de regalar-li una targeta de felicitació a la seva. Per arreglar-ho, i per estalviar-se d'haver-la de fer ell, s'inventa un concurs de targetes de felicitació en què participen els nens i nenes de la guarderia amb la intenció de quedar-se-les ell. |
| 43   | Una acampada accidentada - 1a. part      | El Xef s'emporta els nens a fer acampada en un bosc. En Duncan, la Beth i l'Owen s'allunyen de la clariana on han acampat i troben un diari en què un excursionista explica l'atac d'un bigfoot i dibuixa el mapa d'un tresor. Evidentment, els nens decideixen endinsar-se al bosc i buscar el tresor. |
| 44   | Una acampada accidentada - 2a. part      | El Xef va a buscar en Duncan i la Beth amb l'Owen i tots quatre descobreixen una cova que coincideix amb el mapa del tresor. Sense dubtar-ho, s'hi endinsen per buscar-lo. Mentrestant, en Jude i l'Izzy es troben el bigfoot, que al final resulta que és més simpàtic del que es pensaven. |
| 45   | A qui li toca cuidar el hàmster?         | La Bridgette, que és la cuidadora oficial d'en Lenny, el hàmster de la classe, arriba un dia a la guarderia i diu que ja no el pot cuidar més. Com que l'Owen sempre ha volgut tenir un animal de companyia, s'ofereix voluntari per cuidar-lo, i aviat descobreix per què la Bridgette se n'ha volgut desempallegar. |
| 46   | La Beth es posa com una moto             | En Duncan arriba a la guarderia amb una moto de joguina nova. Quan se li fa malbé, fa creure a la Beth que és culpa seva i l'obliga a substituir la moto portant-lo amunt i avall amb un carretó. Mentrestant, el Xef intenta arreglar-la, però el manual d'instruccions és en alemany. |
| 47   | El dia del frankfurt                     | Cada any, pel Dia Nacional del Frankfurt, el Xef fa anar a la guarderia un actor disfressat de gos que amaga frankfurts perquè els nens els trobin. Però aquest any se n'ha descuidat i haurà d'improvisar alguna altra solució. |
| 48   | La guerra dels polls                     | Els polls arriben a la guarderia disposats a envair tants caps com puguin. El Xef es rendeix de seguida, però els nens, capitanejats per la Courtney, decideixen plantar cara als invasors i comencen una guerra de final incert. |
| 49   | Tants nans, tants barrets                | El Xef compra uns nans d'argila per decorar el pati de la guarderia i avisa els nens que no els poden treure el barret per res del món, perquè, segons l'home que els els ha venut, es poden tornar perillosos. En Duncan, com de costum, no farà cas de l'advertència i desencadenarà el caos a la guarderia. |
| 50   | El canvi horari                          | El Xef els explica als nens que, amb l'arribada de l'horari d'estiu, s'han d'avançar els rellotges una hora. En Duncan fa girar les manetes del rellotge i provoca una ruptura espaciotemporal amb conseqüències catastròfiques. |
| 51   | En Harold Mosquer i el calze de la mosca | L'Owen troba un bastó i, després d'unes quantes coincidències inesperades, queda convençut que és una vareta màgica. En Harold és l'únic que no s'ho creu, però acabarà sent víctima de la suposada màgia de l'Owen. |
| 52   | La venjança de la mofeta                 | Una mofeta a qui el Xef va trepitjar la cua anys enrere ha tornat per venjar-se, com cada any. Ha localitzat el Xef a la guarderia i el ruixarà amb el seu líquid pudent si ningú fa res per evitar-ho. Els nens sembla que el volen ajudar, però en realitat tenen uns altres plans. |